# Pomayrols
Pomayrols  est une commune française, située dans le département de l'Aveyron en région Occitanie.

## Géographie

### Localisation
La commune est située dans l'est du département de l'Aveyron. Elle est limitrophe de la Lozère.
Elle se trouve à cinquante kilomètres à l'est de Rodez dans la haute vallée du Lot. Elle est adossée aux premiers contreforts de l'Aubrac, sur le versant sud de la haute vallée du Lot, entre les villes de Saint-Laurent-d'Olt et Saint-Geniez-d'Olt. Sa superficie est de 2 340 hectares, en forme de triangle, son altitude varie de 433 mètres au hameau de La Tourre à 1 141 mètres au puech du Merle. L'origine du village remonte au XIe siècle. Il est bâti sur une crête autour de son château médiéval qui domine la vallée.

### Communes limitrophes
Les communes limitrophes sont  La Capelle-Bonance, Saint Geniez d'Olt et d'Aubrac, Saint-Laurent-d'Olt et Trélans.
| Saint Geniez d'Olt et d'Aubrac |                    | Trélans (Lozère)    |
|                                | Pomayrols          |                     |
|                                | La Capelle-Bonance | Saint-Laurent-d'Olt |

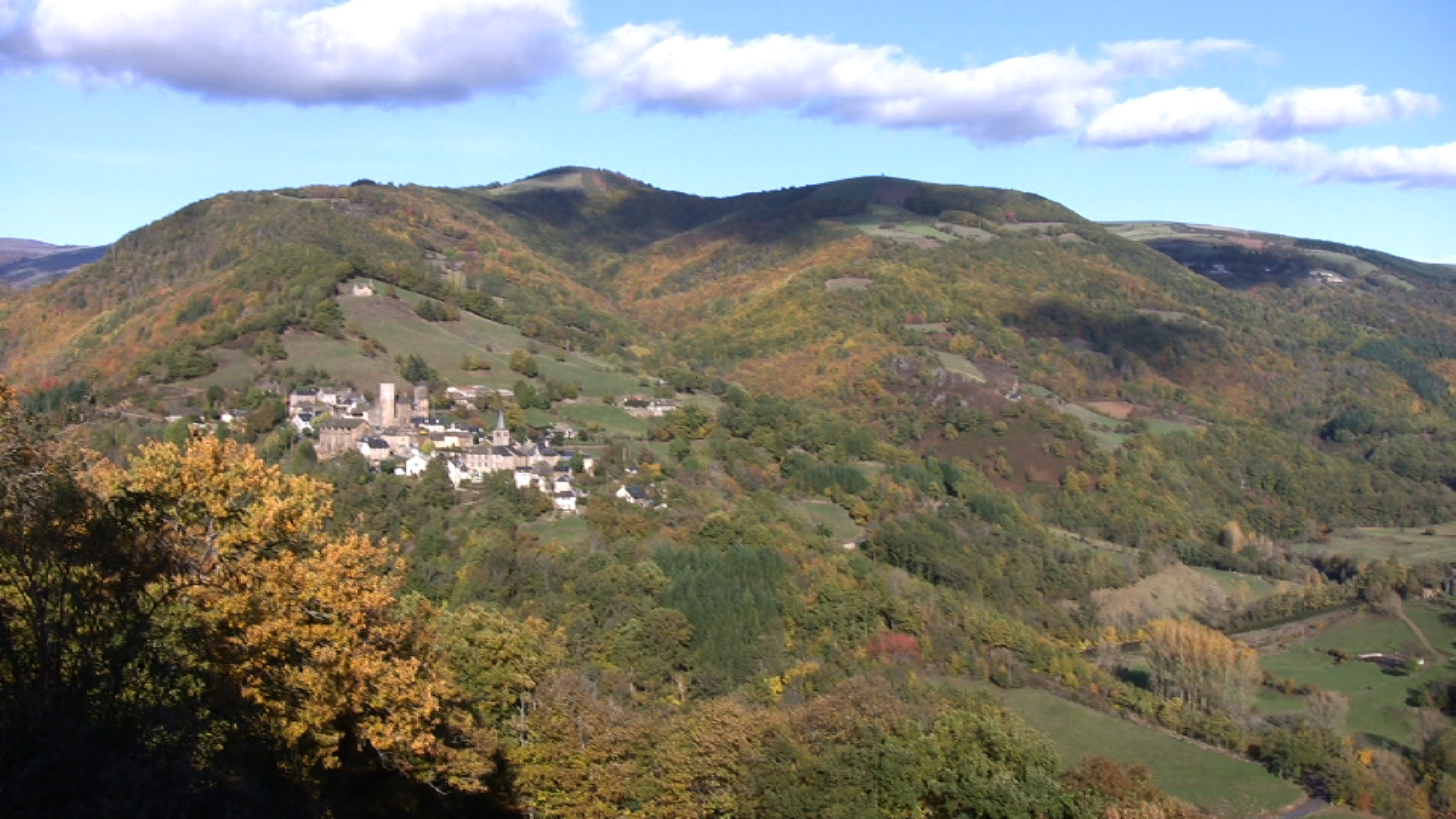
Pomayrols vue générale.

La limite nord-est de Pomayrols suit l'ancienne draille, ancien chemin de transhumance du Languedoc, (maintenant GR 60 et GR 6), qui fut jadis un des nombreux itinéraires utilisés par les pèlerins de Saint-Jacques-de-Compostelle pour relier en période hivernale Le Puy à Conques en contournant le Signal de Mailhebiau par le sud via Saint-Germain-du-Teil et Saint-Pierre-de-Nogaret. Au sud-est, le ravin de la Goutte jusqu'au Puech Grond (Puèg Grand) sert de limite avec la commune de Saint-Laurent-d'Olt. Au sud, coule le Lot qui descend de Saint-Laurent-d'Olt, il sépare la commune avec celle de La Capelle-Bonance. La rivière sert de frontière entre deux régions naturelles fort différentes : les monts d'Aubrac au nord, les grands causses au sud. Au sud-ouest, la route sur la rive droite du ruisseau de Bonance (dit de Canta Serp) est limitrophe de la commune de Saint-Geniez-d'Olt tandis qu'au nord-ouest la commune est séparée de celle d'Aurelle-Verlac par une ligne qui passe sous les hameaux des Ginestes (Las Ginestas), de la Molière (La Molhièra) et de la Fraïssinède (La Fraissineda).

### Géologie et relief

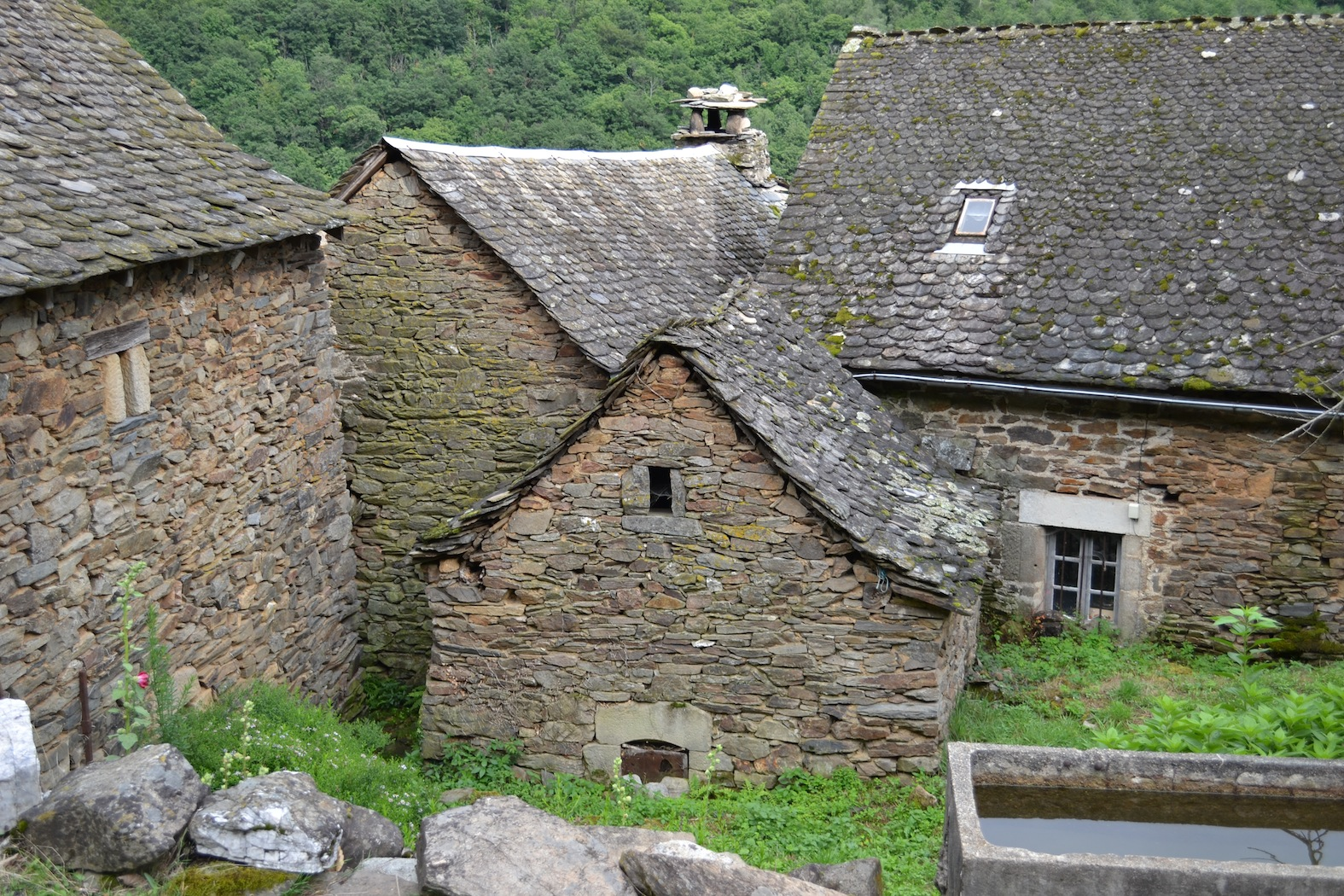
Habitat traditionnel.

La formation du Massif central au cours de l'ère primaire transforma les roches sédimentaires formées au Précambrien en roches métamorphiques, comme le schiste ou le micaschiste. Dans le sud du massif on retrouve ce type de roches sur le Lévézou, dans les Cévennes et autour de l'Aubrac comme c'est le cas à Pomayrols. Le schiste est le matériau principal utilisé dans l'habitat traditionnel pour la construction des murs et la couverture des toitures.

### Hydrographie

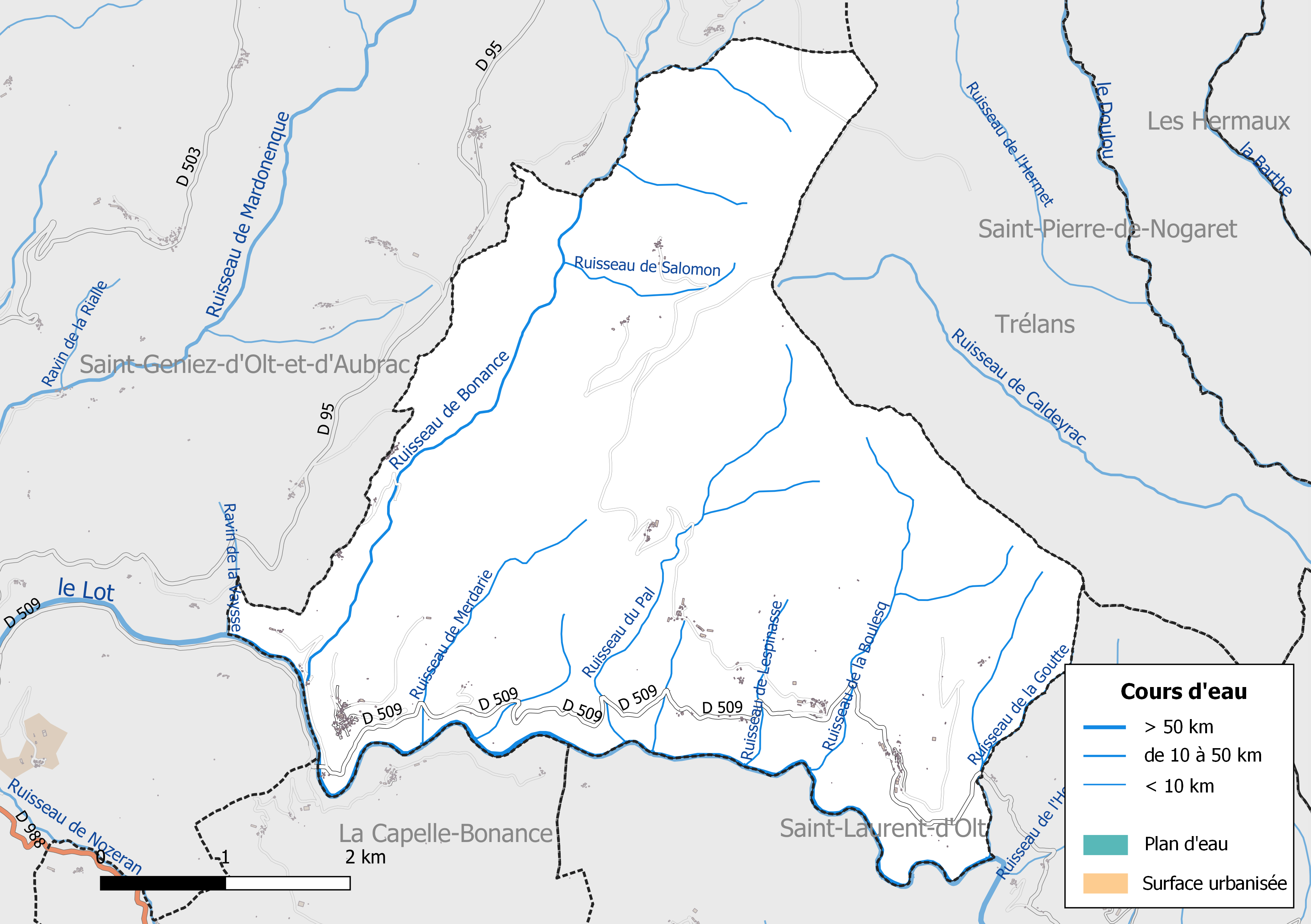
Réseaux hydrographique et routier de Pomayrols.

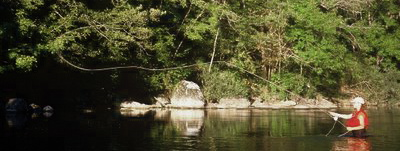
Pêche à la mouche.

Vers Pomayrols, le Lot est une rivière tumultueuse qui traverse des gorges boisées et très sauvages où confluent plusieurs ruisseaux descendus de l’Aubrac localement appelés boraldes. Bien qu'en très forte raréfaction, le peuplement piscicole est de type mixte : les salmonidés (truites) y côtoient les cyprinidés d’eaux vives (goujons, barbeaux, vandoises, et chevesnes). Seul le pêcheur averti y trouve son bonheur.
Depuis 2020, la pêche en amont du pont de Chipole jusqu'au ruisseau du Moulinet proche de Saint Laurent d'Olt soit sur plus de 11 km est réglementée en zone "no kill" pour les truites uniquement, toutes les prises doivent être remises à l'eau et l'utilisation de hameçon sans ardillon est recommandée.
Les principaux ruisseaux sont, depuis l'aval vers l'amont, le Bonance (appelé localement Canto Serp) qui prend sa source au-dessus du hameau des Ginestes et qui descend vers le Lot en droite ligne jusqu'au hameau de La Tourre, le Mendaric (appelé localement la Cazette) à sec pendant l'été et qui vient du Roc des Anglais, le ruisseau du Pal (appelé localement ruisseau  de Veyran ) qui se forme dans les montagnes qui dominent le hameau de Rouveret au Nord, le ruisseau de La Boulesq qui prend sa source au lieu-dit Les Coustats et le ruisseau de La Goutte qui sert de limite avec la commune de Saint-Laurent-d'Olt, traverse la RD509 au pont de la Vayssière et arrive au Lot en aval de la ferme du Tour-Bas, en face de la chapelle de Saint-Ferréol.

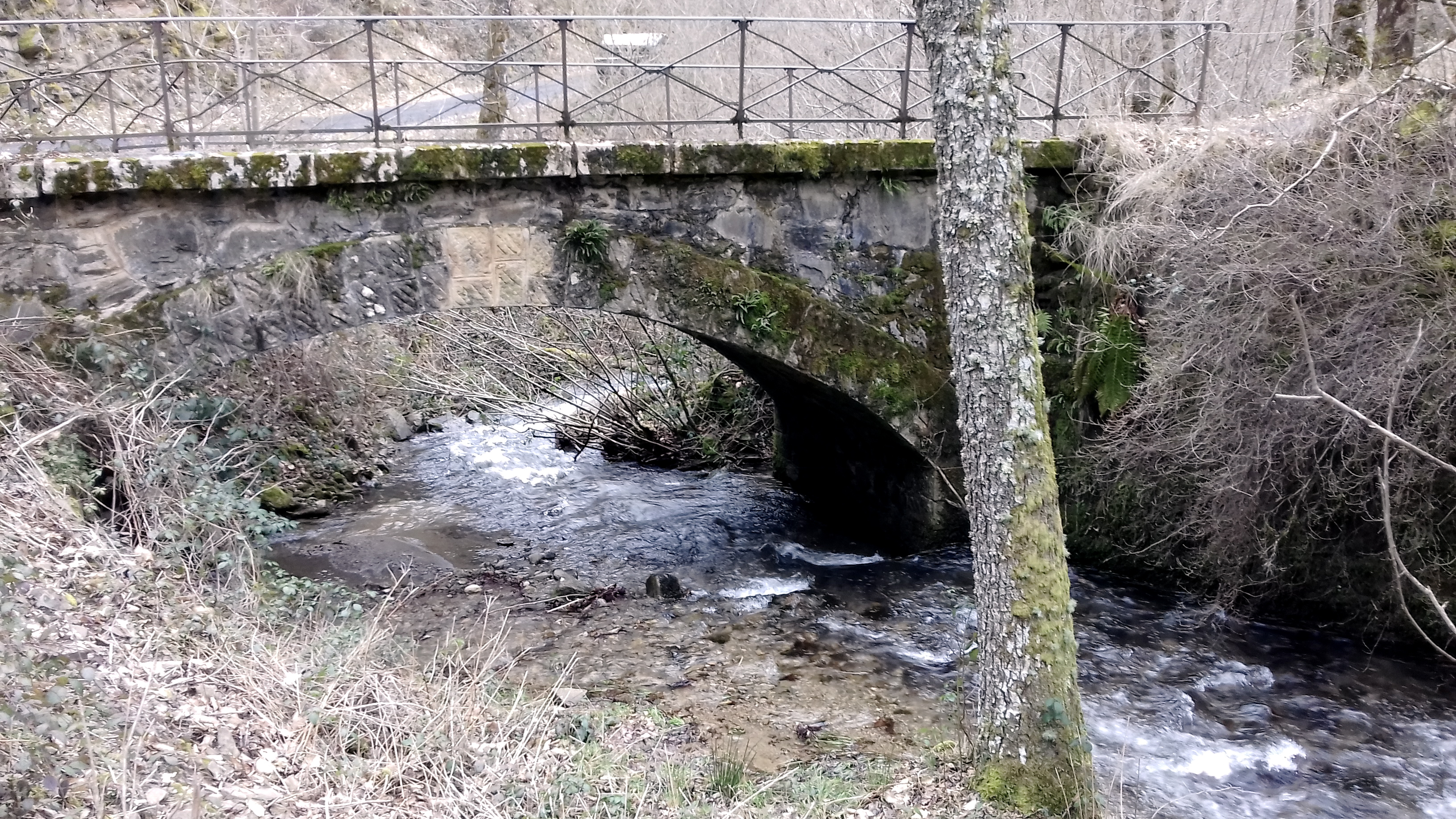
Le pont des Gandalgues sur le Bonance (2017).

Depuis le mont Lozère où il prend sa source, les impacts des diverses activités humaines sont visibles. Chaque année, malgré de légères améliorations, les crues déposent toujours sur les rives leurs lots de déchets plastiques divers et variés venant de l'amont.
Les observations du Lot dans sa traversée de la commune montrent que l'équilibre des eaux de la rivière reste fragile et cela malgré la mise en place en amont de stations d'épuration qui en améliorent la qualité. L'élévation des températures estivales  de l'eau (en partie accentuée par la retenue de Booz située 20 km en amont.) combinée à l'utilisation croissante des intrants auxquels s'ajoutent les déjections des troupeaux qui pâturent sur les bords de la rivière peut parfois provoquer des phénomènes d'eutrophisation. Bien que sur la commune les rives du Lot soient classées en espace naturel sensible, en raison de certains manquements aux procédures, la qualité des eaux ne s'en trouve pas améliorée. Retrouver sur la commune une eau cristalline en période estivale telle qu'elle existait jusqu'au milieu du XXe siècle semble être un défi compliqué à mettre en œuvre.
Malgré cela, selon les critères en vigueur relatifs au bon état des eaux, cette portion du cours est classée bonne, en période estivale, la baignade y est possible, de multiples sites naturels existent. La baignade non surveillée s’y pratique aux risques et périls des usagers.

### Climat
Pour des articles plus généraux, voir Climat de l'Occitanie et Climat de l'Aveyron.
En 2010, le climat de la commune est de type climat des marges montargnardes, selon une étude s'appuyant sur une série de données couvrant la période 1971-2000. En 2020, Météo-France publie une typologie des climats de la France métropolitaine dans laquelle la commune est exposée à un climat de montagne et est dans la région climatique Sud-est du Massif Central, caractérisée par une pluviométrie annuelle de 1 000 à 1 500 mm, minimale en été, maximale en automne.
Pour la période 1971-2000, la température annuelle moyenne est de 11,4 °C, avec une amplitude thermique annuelle de 15,8 °C. Le cumul annuel moyen de précipitations est de 957 mm, avec 11,5 jours de précipitations en janvier et 5,5 jours en juillet. Pour la période 1991-2020, la température moyenne annuelle observée sur la station météorologique la plus proche, située sur la commune de Saint Geniez d'Olt et d'Aubrac à 4 km à vol d'oiseau, est de 9,0 °C et le cumul annuel moyen de précipitations est de 1 456,2 mm,. Pour l'avenir, les paramètres climatiques de la commune estimés pour 2050 selon différents scénarios d'émission de gaz à effet de serre sont consultables sur un site dédié publié par Météo-France en novembre 2022.

## Urbanisme

### Typologie
Au 1er janvier 2024, Pomayrols est catégorisée commune rurale à habitat très dispersé, selon la nouvelle grille communale de densité à 7 niveaux définie par l'Insee en 2022.
Elle est située hors unité urbaine et hors attraction des villes,.

## Toponymie
On dénombre plus d'une vingtaine de hameaux et fermes disséminés sur le territoire de la commune. Certains noms de lieu sont hérités de la basse époque gallo-romaine, ils correspondent à des domaines ruraux désignés sous le nom de leur propriétaire que complète un suffixe en ac ou en esq, tels que :
Le Martinesq (Lo Martinesc) : domaine qui appartient à Marti.
La Boulesq, (la bolesc) : domaine appartenant à « Boulet ».
La ferme de Cayzac(Caïsac) : domaine appartenant à Caïsius (origine latine).
La plupart des termes sont apparus entre le IXe et le XIe siècle, ils empruntent des noms tirés du milieu naturel et fournis par la langue d'oc comme :
Pomayrols, autrefois orthographié Pomairols (Pomairòls en occitan) : lieu aux nombreux pommiers, vient du gallo-romain, poma : pomme.
Sur les rives du Lot se situent Chipole, (Gipola), « chez Gipou » (qui appartient à Joseph) d'origine latine.
La Tourre, La Torre : la tour, en latin turris : la tour
et Vialaneuve, (la viala nova) : la villa neuve, du latin villa.
Dans la vallée du ruisseau le Bonance, on trouve : La Bessière (La Becièra) : lieu planté de bouleaux, du latin betullus : bouleau.
Le Monna (Lo Montnar ?).
Les Gandalgues (Las Gandalgas).
La Fage ( la Faja, anciennement clara fagia) : clairière de hêtres, du latin fagus / fagea : hêtre.
Et tout proche, le hameau de Bonance (Bonança).
Sur le versant sud, se situent : Rouveret, (Roveret) : rouvraie, lieu planté de rouvres (chênes) : de l'occitan róver / rove / roire / rore : rouvre.
Les Vergounhoux (Los Vergonhós) : de l'occitan vergonha : honte. Vergonha vient du latin verecundia : pudeur. Qualifie un lieu retiré et éloigné.
Lespinasse (L'Espinassa) : désigne un lieu où il y a des épineux, en occitan espina : épine.
Le Flourigués (Florigués) : lieu fleuri, en occitan flor : fleur.
Falguières, (Falguièras) : les fougères, en occitan falguièra du latin filicaria : fougère (Falguières est le hameau le plus peuplé après le village de Pomayrols), Les Crouzets, (Los Crosets) : les petits creux, vient du celtique kris, puis en latin populaire crosus, en occitan cròs : creux.
La Plagne, (La Planha) : lieu plat, occitan planha du latin planea : plaine.
Les Pougettes (Los Pojets ou Las Pojetas ?) : les collines, occitan Pojet/Pujet.
La Bourgade, en occitan La Borgada : petit village.
S'ajoutent les fermes et hameaux situés sur la rive gauche du Lot faisant partie de la paroisse de Pomayrols, 
tels que : La Prade (La Prada) : de Prada, grand Prat (pré).
Les hameaux de Pomiès (Pomièrs) : de Pomièr Pommeraie
et Navechs, de l'occitan « navec » vient du latin « navis » : navire. Le nom de ce hameau proche des berges du Lot nous rappelle qu'il y avait à cet endroit des barques utilisées pour traverser la rivière.
Enfin, Le Gibertès et Le Laus (Lo laus) : mot occitan signifiant : soit la Louange qui vient du latin laudatio), soit le lac du provencal « lo laüs », mais également pierre plate de l'occitan « lauso » (prononcé láouze).

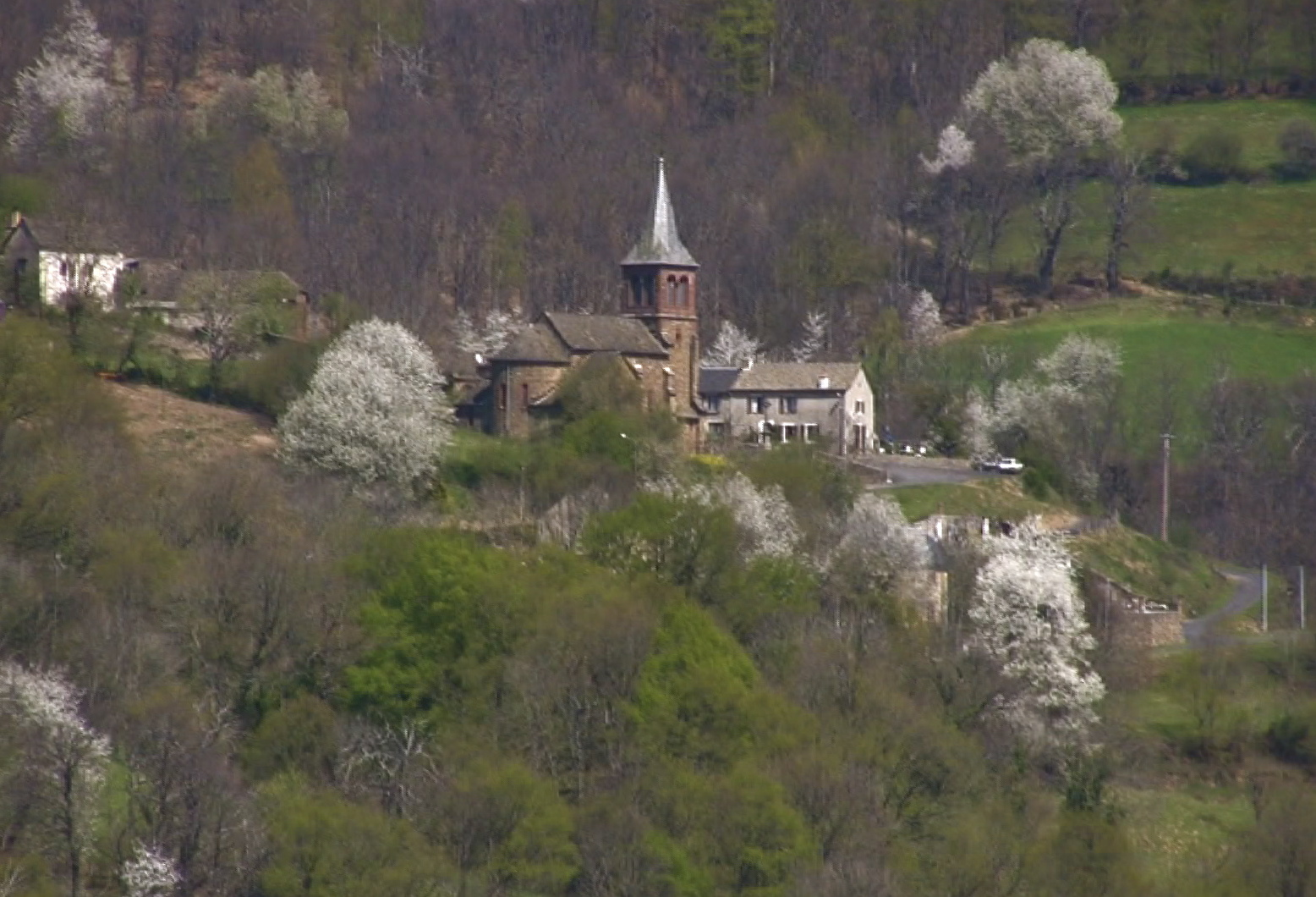
La Boulesq.
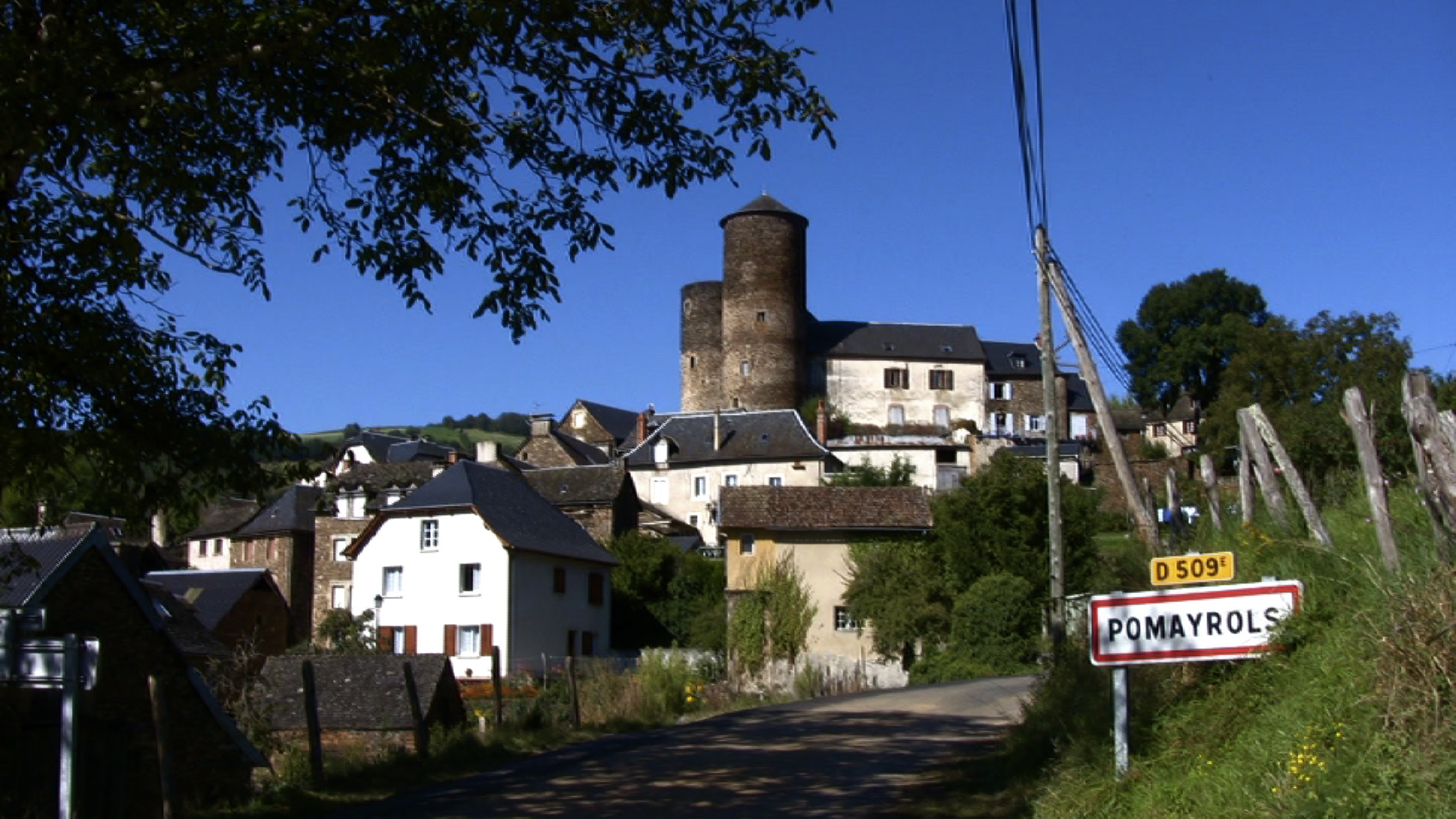
Pomayrols.
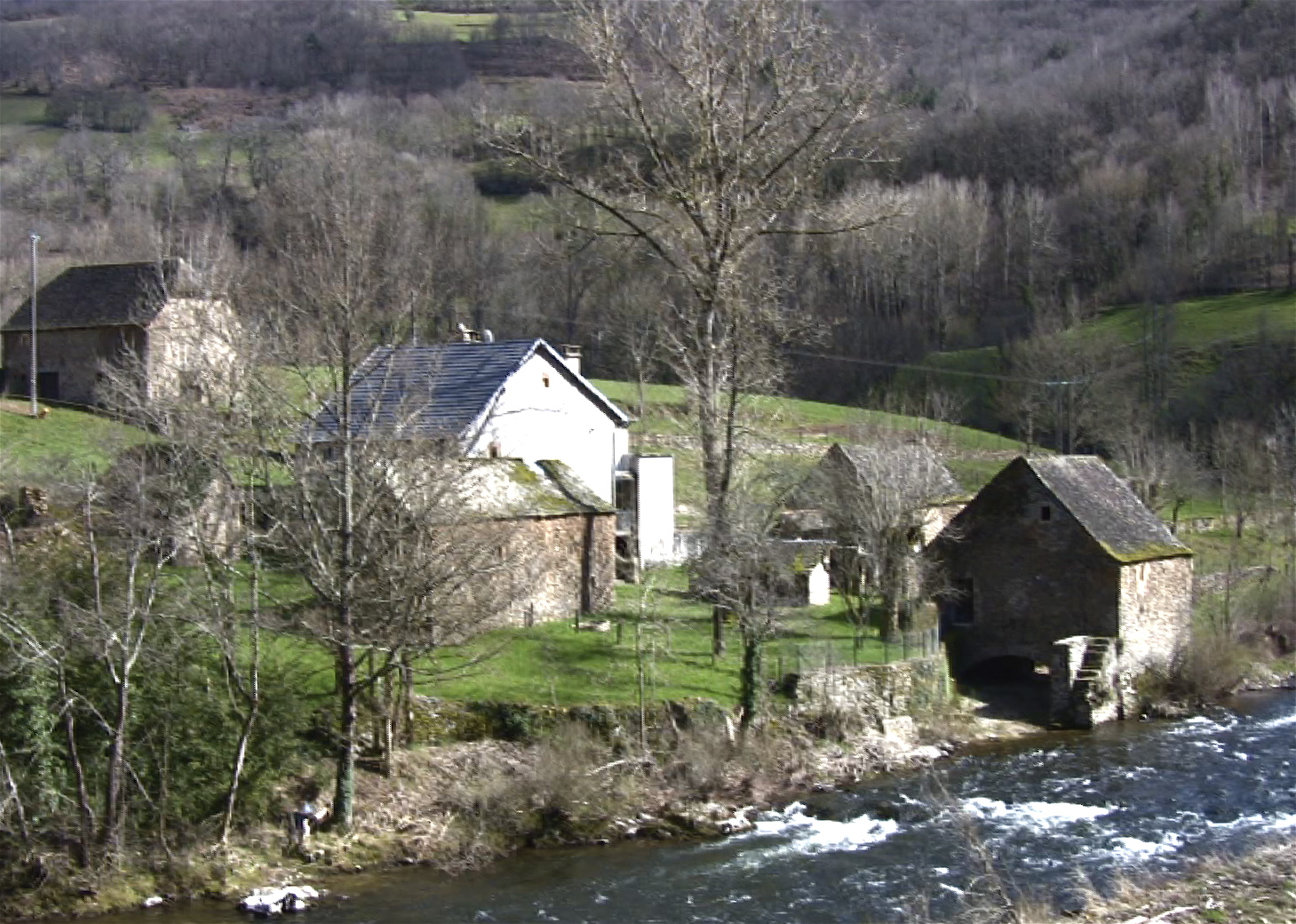
Chipole.
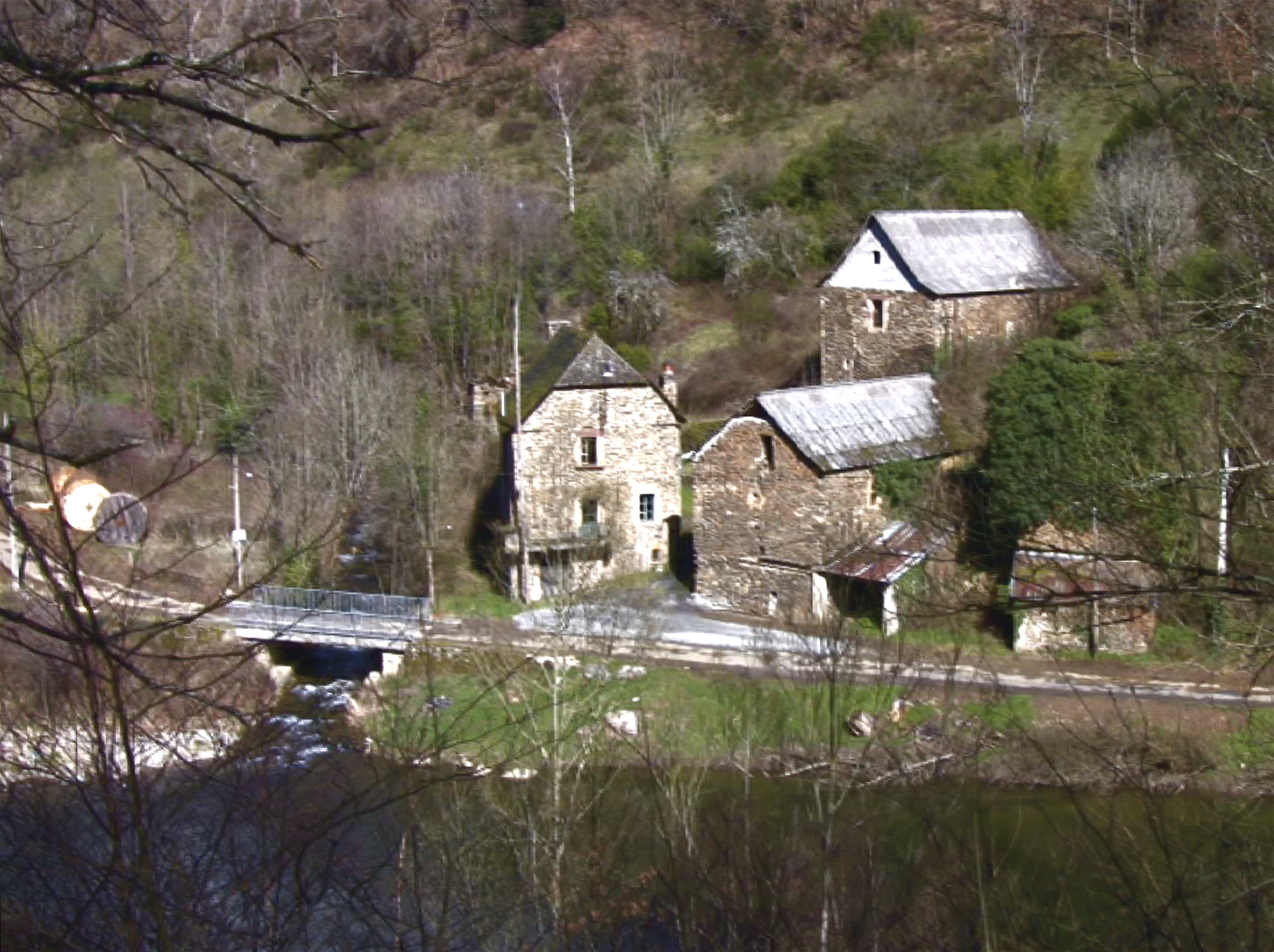
La Tourre.
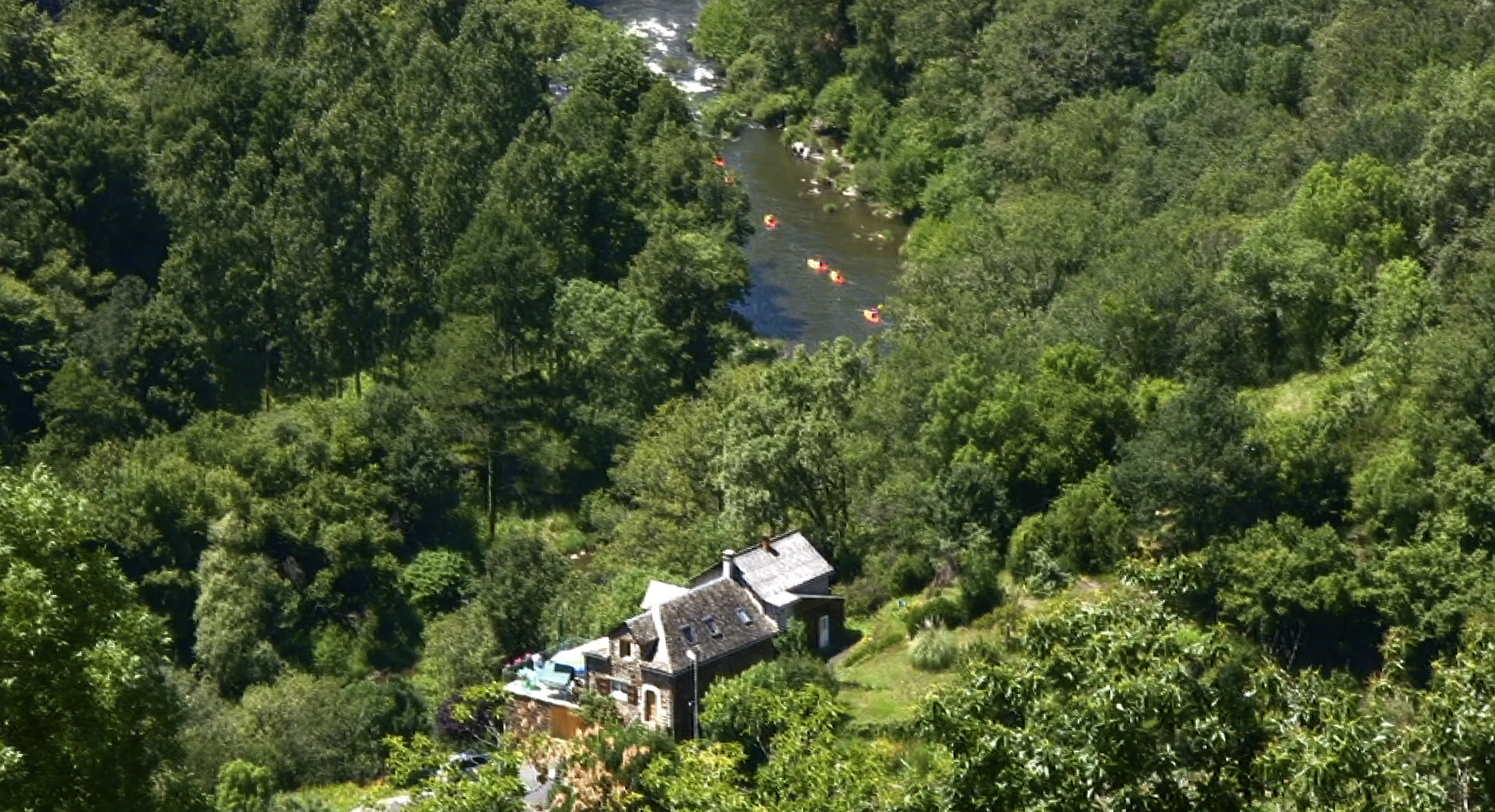
La Tourre-haute.
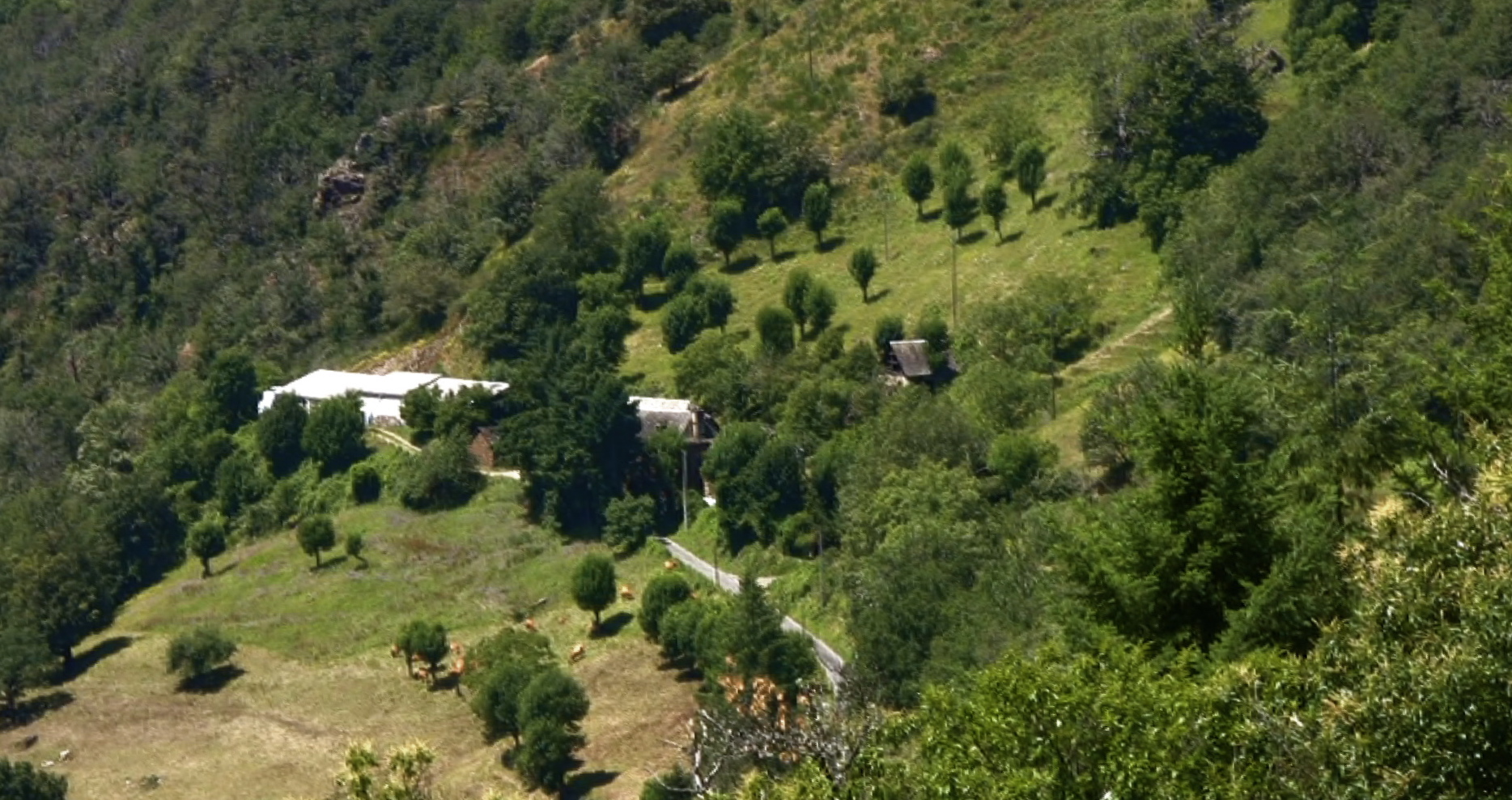
Vialaneuve.
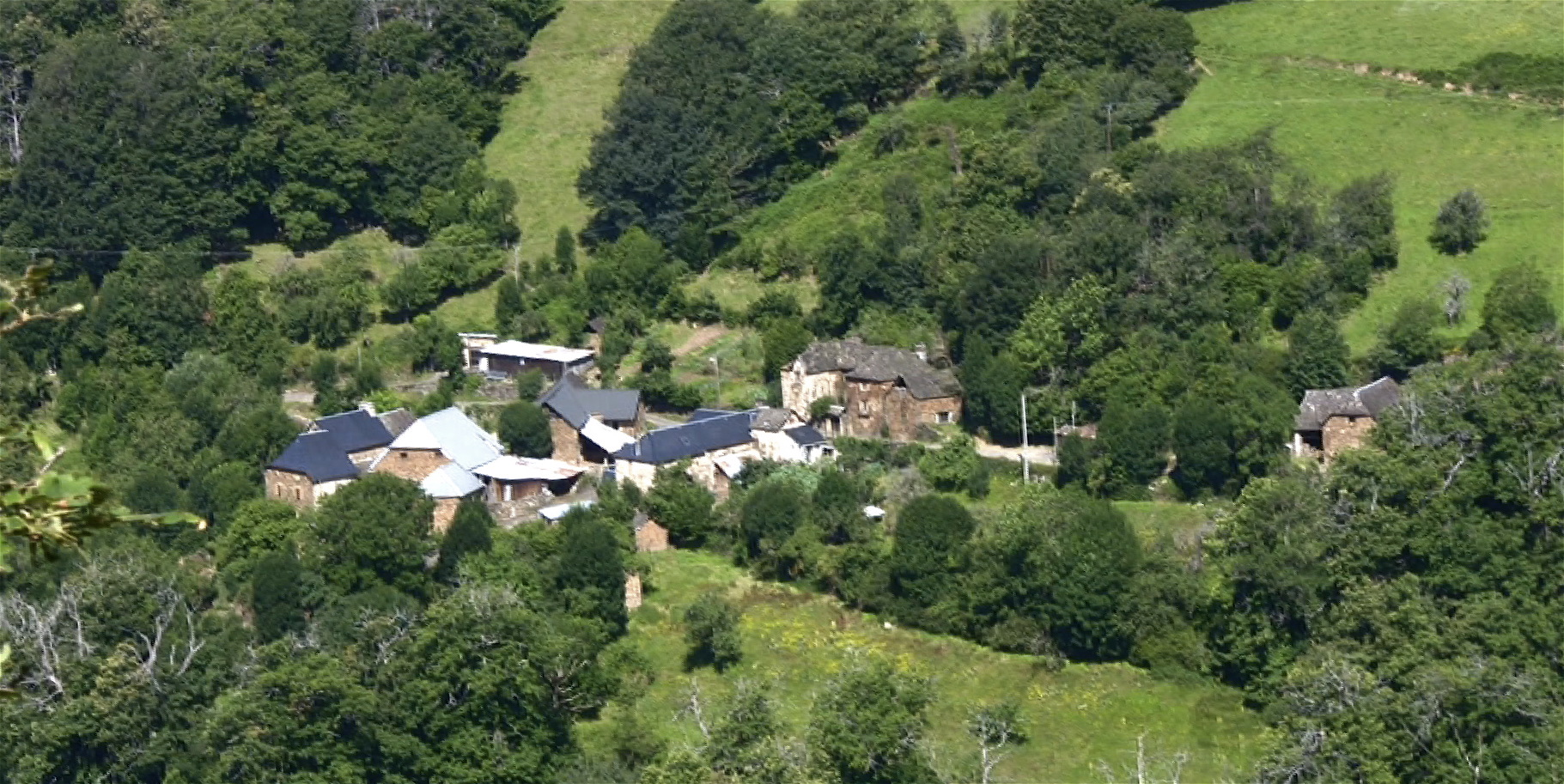
La Bessière.
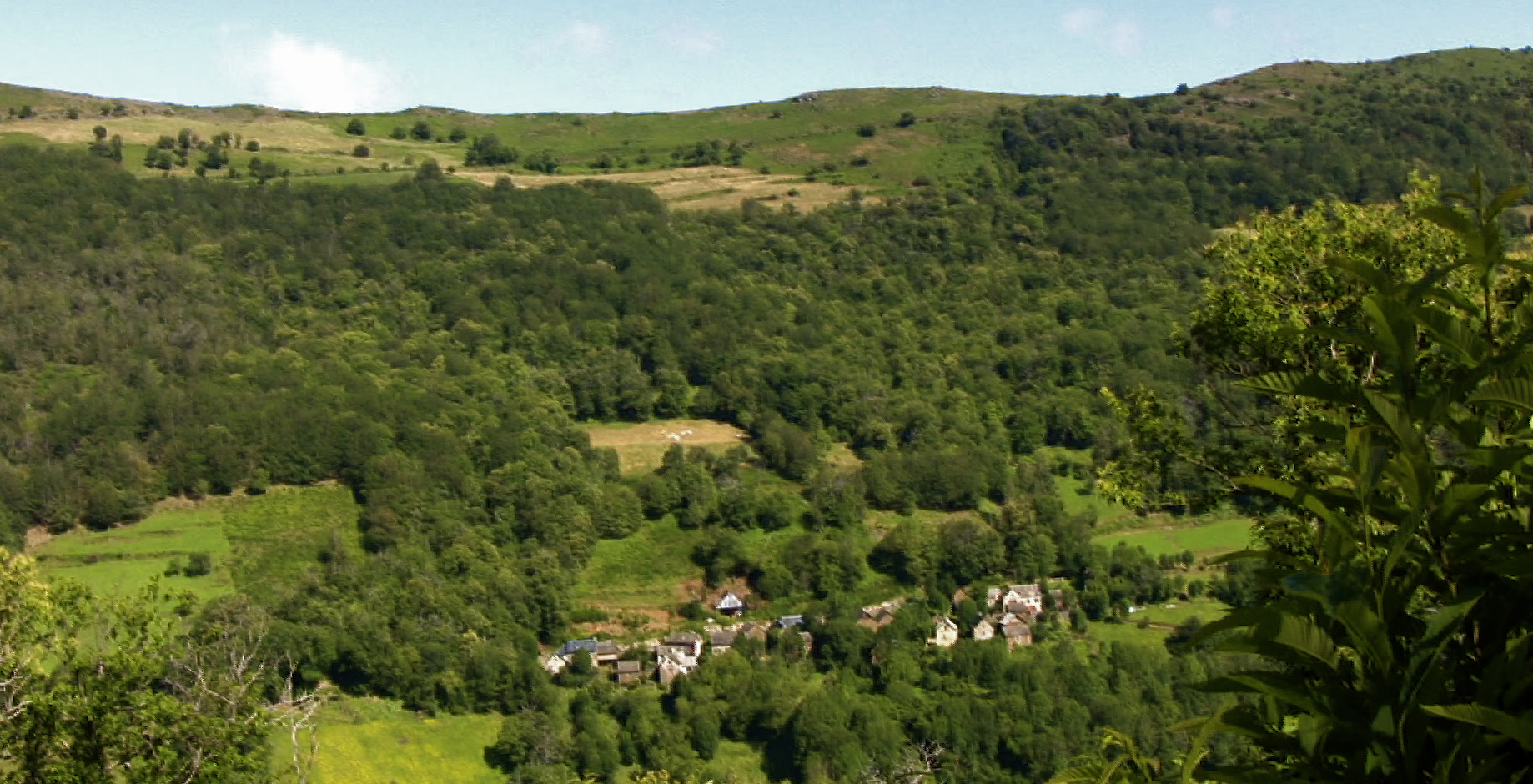
Les Gandalgues.
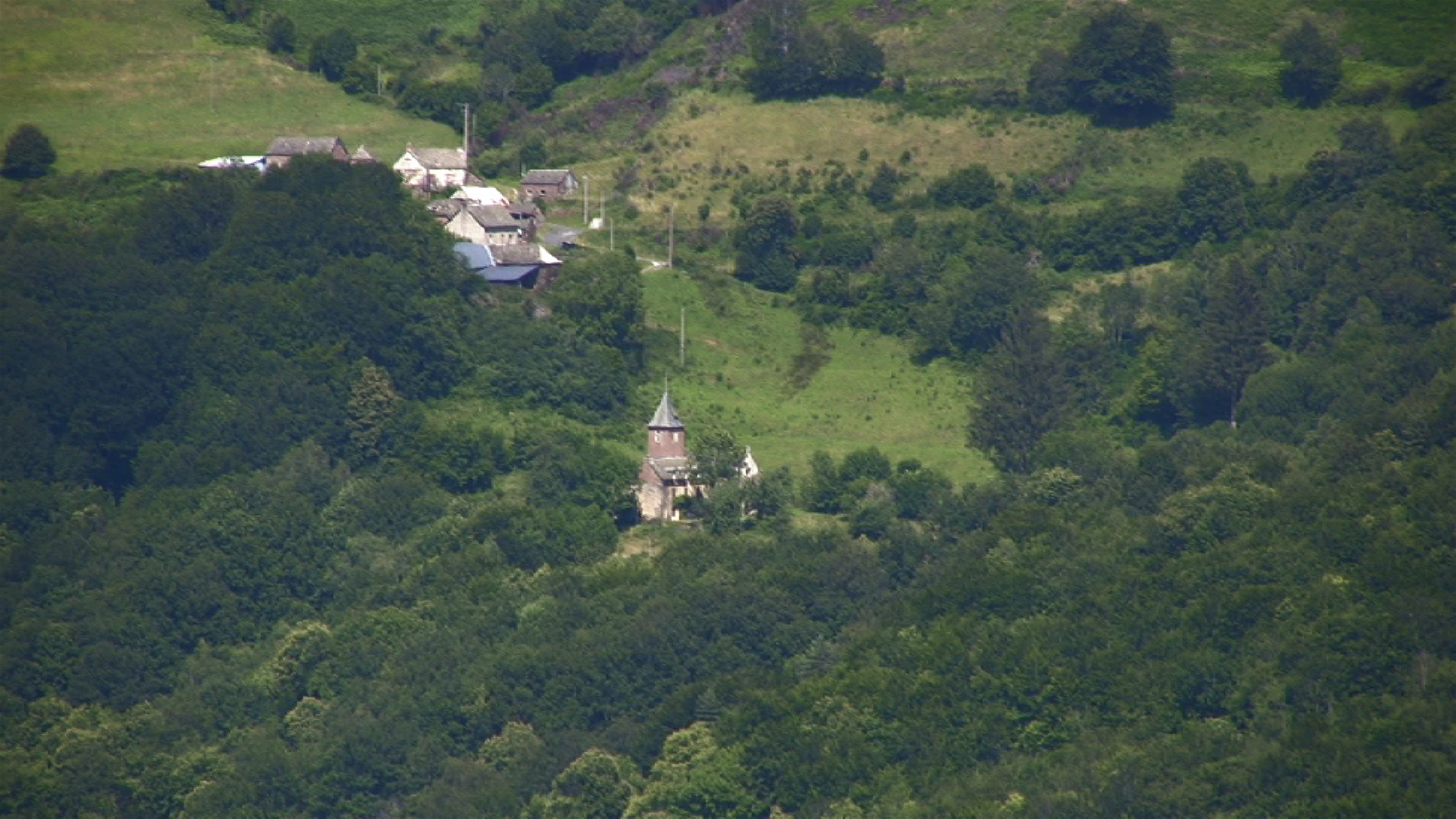
La Fage.
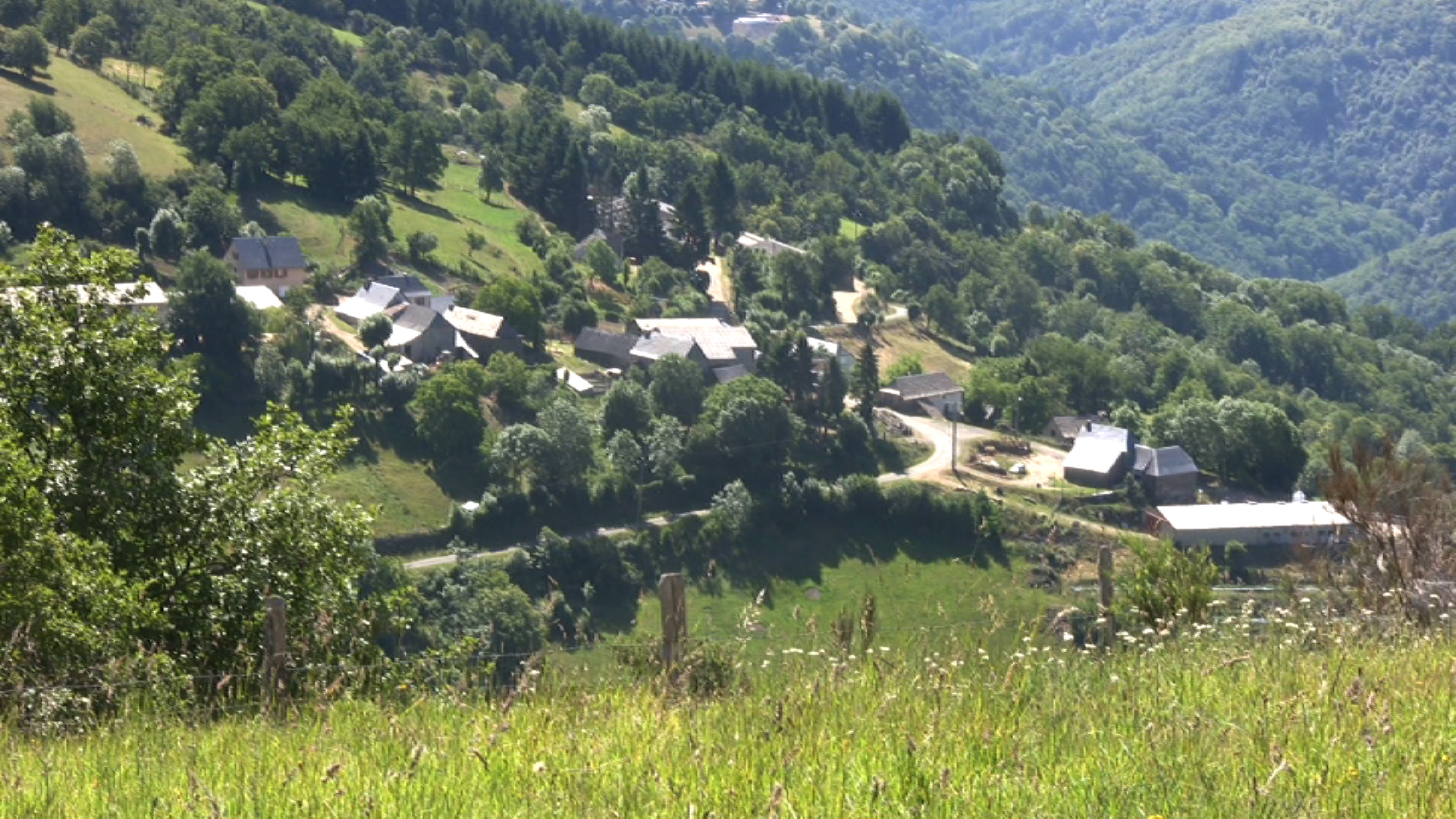
Les Vergounhoux.
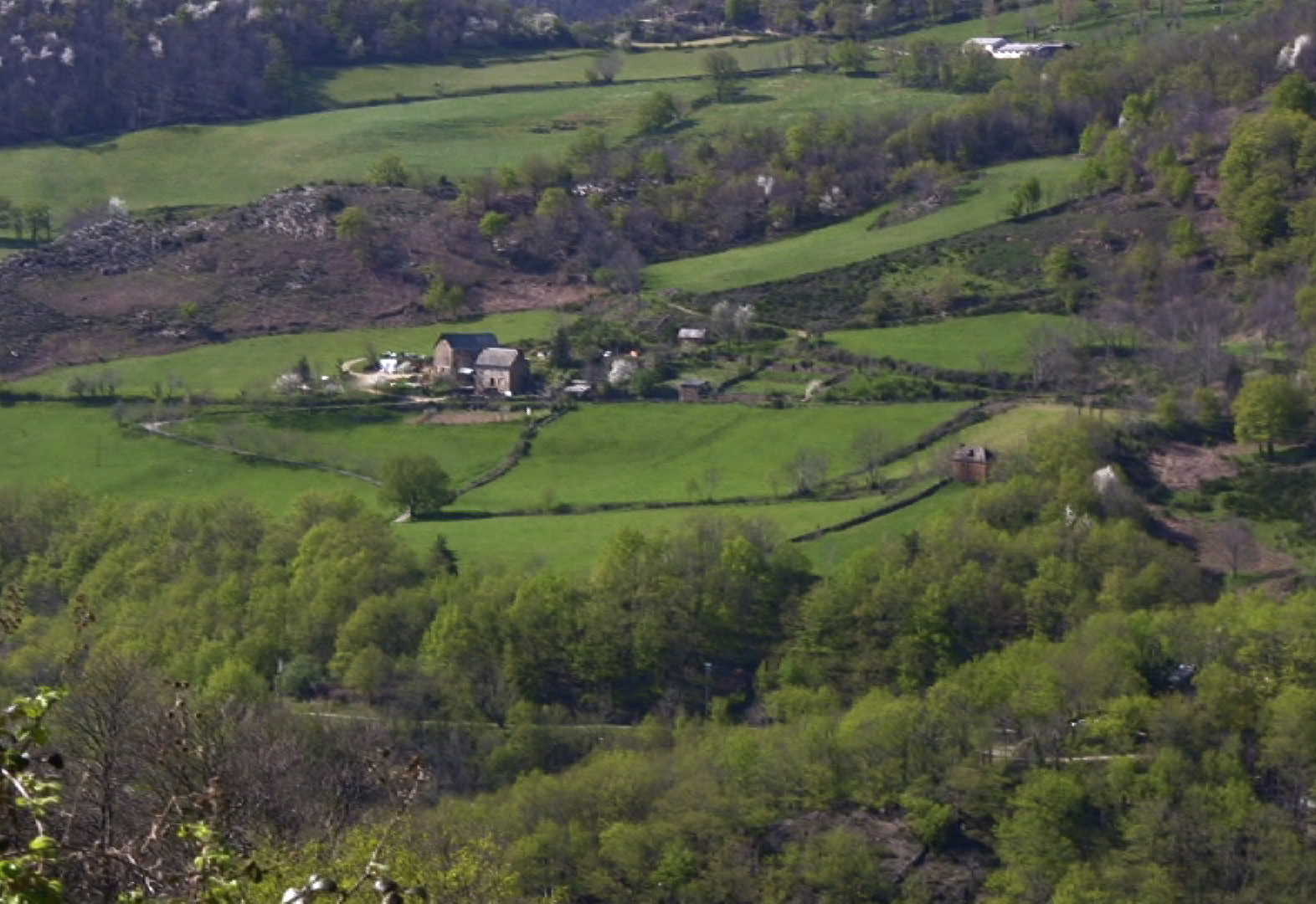
La Bourgade.
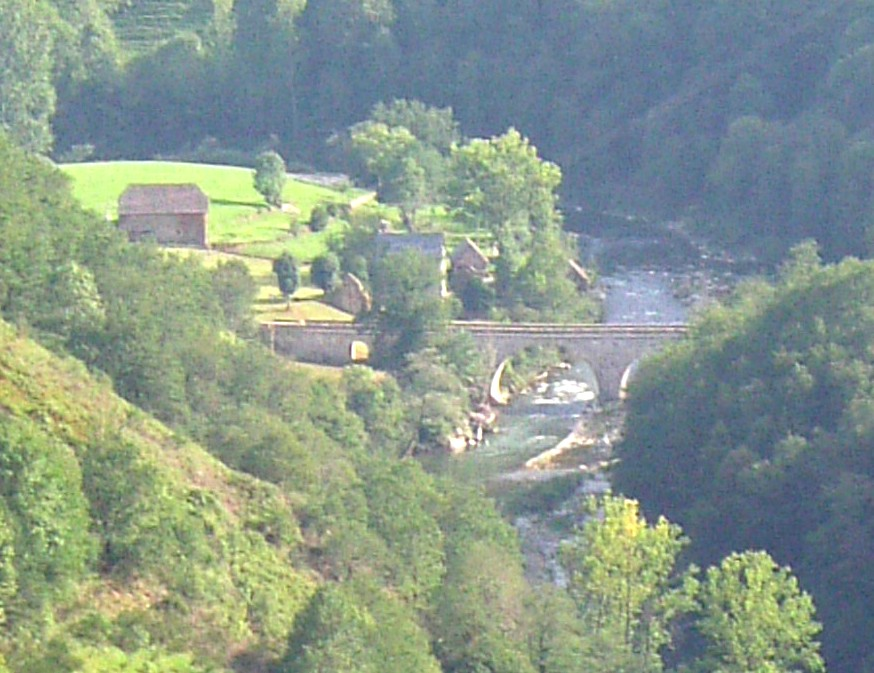
Chipole.
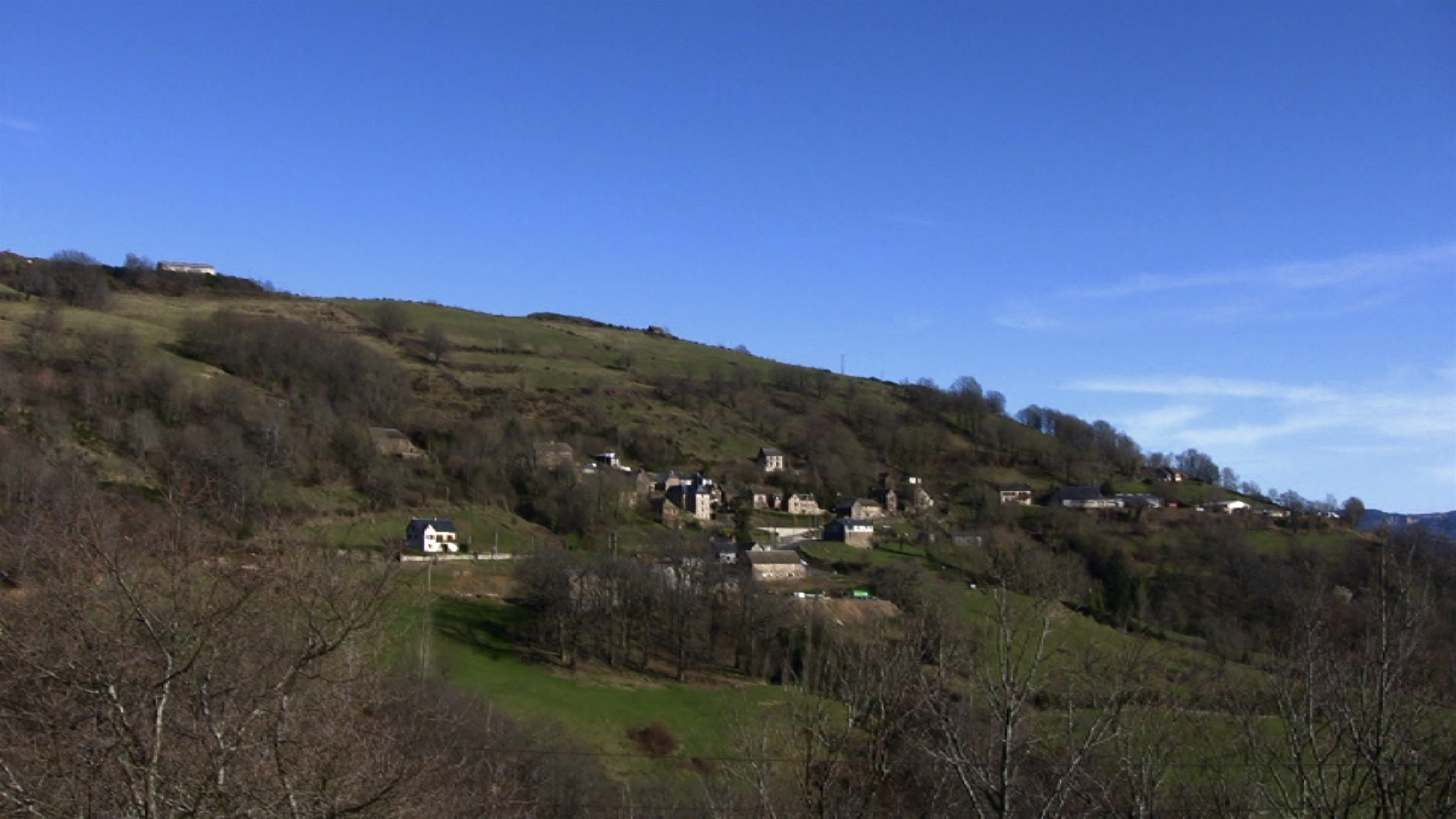
Falguières.
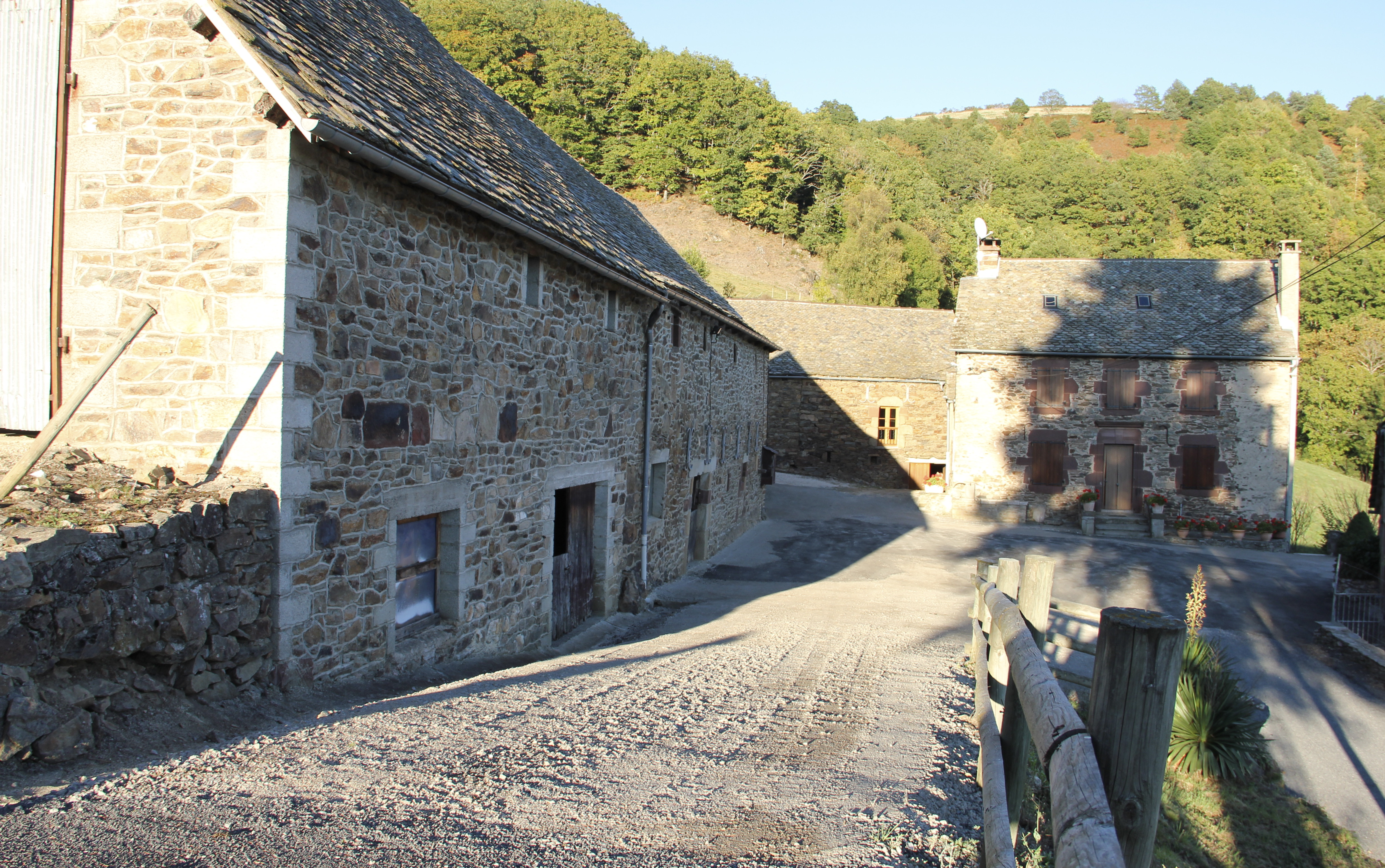
Les Crouzets.
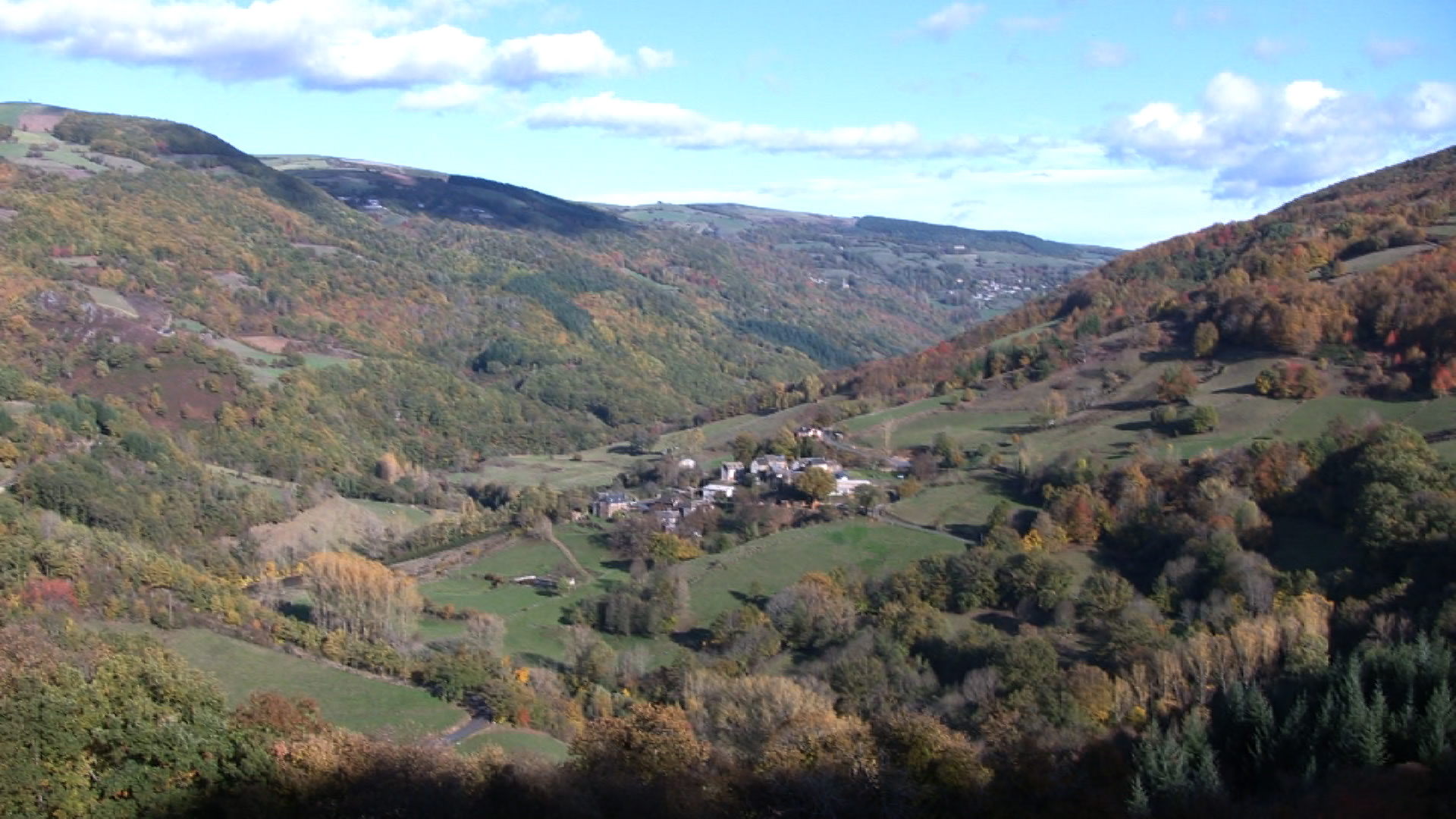
Navechs et Pomiès.
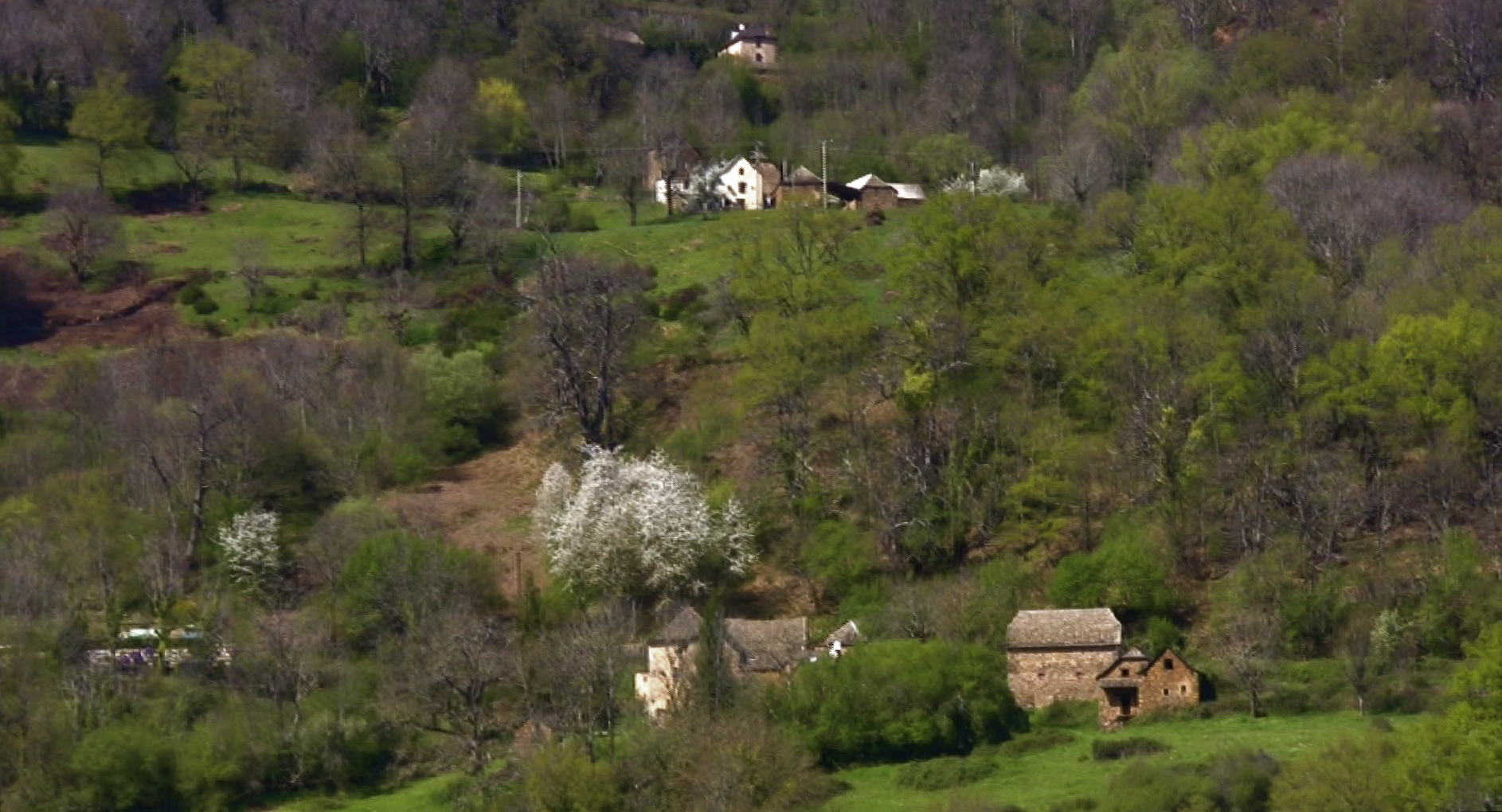
Le Martinesq - Le Flouriguès.

## Histoire

### Moyen Âge et Époque moderne

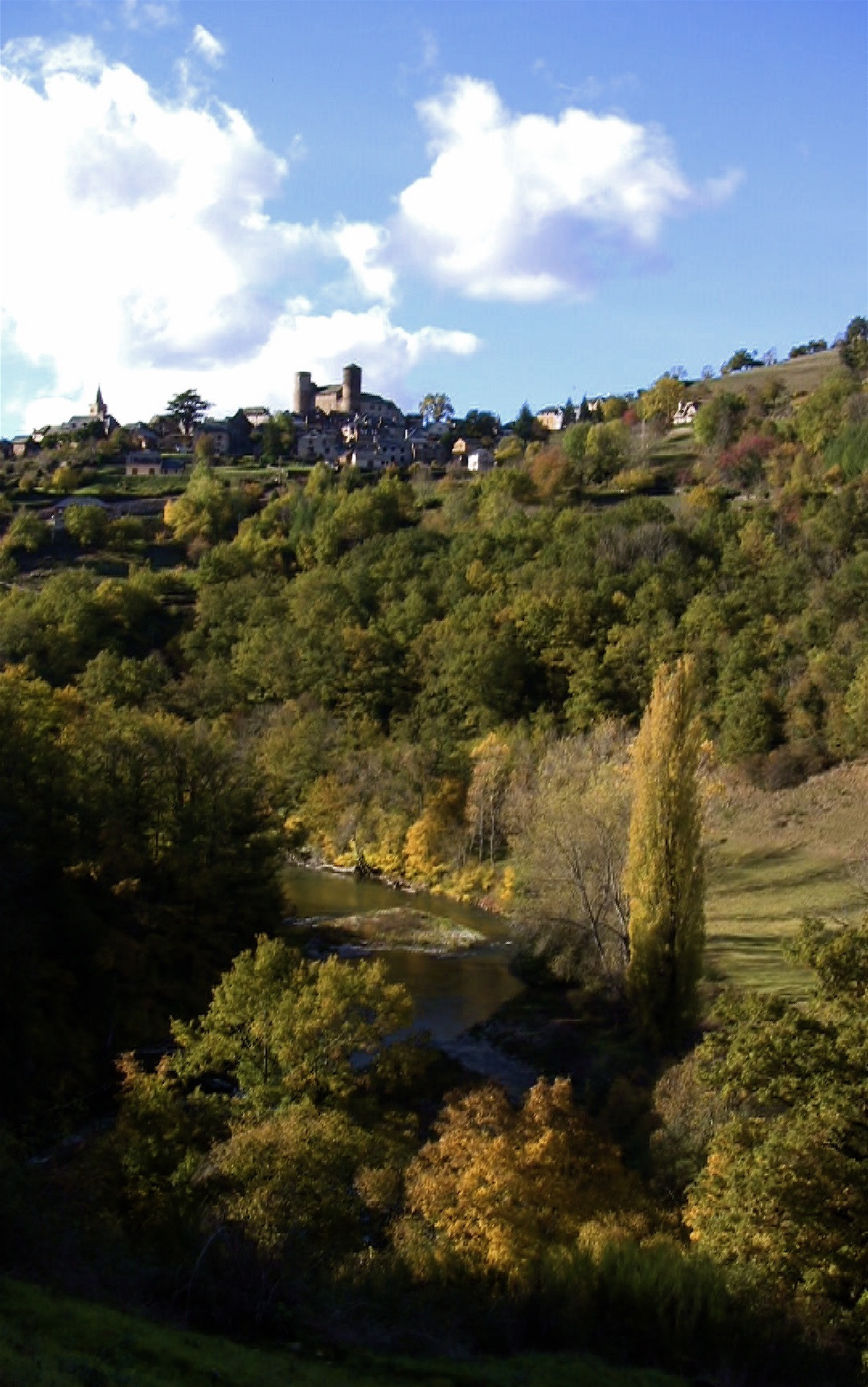
Le château dominant la vallée du Lot.

Avant la Révolution française, le château et son domaine furent successivement possédés par plusieurs familles d'ancienne chevalerie dont la fortune fut soutenue par toute une politique de mariages, de donations et d'héritages. On peut citer : les Cayrodes de 1261 à 1408, les La Romiguière, Montamat entre 1408 et 1452, les Murat de Lestang de 1452 à 1687, Du Pont de Ligonnès jusqu'en 1808.
Le seigneur avait sur son domaine, la seigneurie, le devoir d'assurer la paix et la sécurité aux habitants. Le domaine seigneurial réparti en tenures étaient loin de recouvrir l'ensemble des terroirs. Elles laissaient de larges espaces où s'étendaient des alleux modestes.
Le seigneur avait pour maintenir l'ordre et la paix le droit de rendre la haute, moyenne et basse justice. Pour montrer ce pouvoir, il était autorisé à dresser un ou plusieurs gibets (droit de fourche). À Pomayrols, il se situait à la croix du pal, jadis lieu de passage très fréquenté. Pour assurer la sécurité des biens et des personnes, il devait entretenir des hommes formés aux métiers des armes. En cas de menace, il devait combattre à leurs têtes et accepter de risquer sa vie. Ces charges étaient financées par la perception de taxes et redevances diverses telles que censive, champart, lods et ventes et commun de paix. En raison de la rareté de la monnaie, ces taxes étaient payées soit en denrées soit en journées de travail (Corvée). Cette fiscalité locale issue de la féodalité fut appliquée jusqu'au 4 août 1789.
Au cours de ces différentes périodes, Pomayrols a connu de nombreuses épreuves et misères: Des famines en 1545, 1625, 1695, 1759 et 1770. Des inondations en 1705.
De 1720 à 1722 alors que la peste faisait des ravages en Provence et en  Languedoc, un blocus sanitaire très rigoureux  fut mis en place entre  le Rouergue et le Gevaudan : Situé sur cette limite, Pomayrols  fut directement concerné. L'épidémie était proche, elle sévissait à Marvejols, Banassac, Saint Germain du Teil. Les mesures étaient telles que toute personne prise en train de franchir cette limite de quarantaine était  immédiatement exécutée.
Lorsque advint la révolution, la plupart des idées nouvelles furent relativement bien accueillies dans le Rouergue, excepté dans le domaine religieux. La volonté de nombreux révolutionnaires  qui voulaient déchristianiser le peuple et imposer un clergé fonctionnaire de l'état se heurta à une population très pratiquante et attachée à l'organisation de l'Église catholique romaine. Dans le cadre pomayrolais, François Vésinet curé de la paroisse depuis 1780 et son vicaire Barrié refusèrent de prêter serment, de même, l'abbé Albouy (premier curé affecté à la nouvelle paroisse  de La Boulesq fondée en 1779) rétracta le 16 mai 1791 le serment civique qu'il avait prêté en février de la même année. Ils firent partie des nombreux prêtres réfractaires du diocèse. Sur les 1100 membres du clergé du diocèse de Rodez au cours de cette période, 121 seulement prêtèrent serment à la nouvelle constitution. Les mesures à l'encontre de ce clergé réfractaire (la peine de mort pendant l'application de la  loi des suspects) furent contrecarrées par des paroissiens qui s'empressèrent de cacher et de subvenir au quotidien de ces prêtres  au surnom évocateur de "bartassiers"  qui vécurent dans une semi clandestinité  jusqu'au concordat  de 1801.

Famille de La Romiguière.
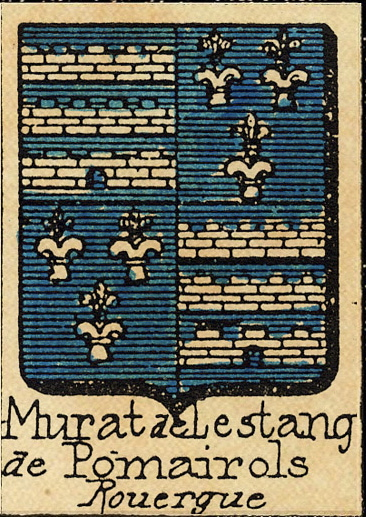
Murat de Lestang de Pomayrols.
Famille du Pont de Ligonnès.

### Époque contemporaine
Le 14 décembre 1789, l'assemblée constituante vota une loi créant les communes. La France fut divisée en 44 000 municipalités. À Pomayrols, ce premier découpage englobait en plus de son territoire actuel, Aurelle-Verlac et Prades-d'Aubrac. Le siège de la commune était à Pomayrols. Ce découpage fut maintenu jusqu'au 15 juillet 1837. Si au cours des dix premières années de 1789 à 1799 les agents municipaux (maires) furent élus au suffrage direct, à partir de 1799 jusqu'en 1871, les maires furent nommés par le préfet qui les choisissait parmi les personnalités locales les plus influentes et aux idées proches du pouvoir. Se succédèrent à la charge de maire, sous le Premier Empire entre 1800 et 1815, Jean Bach de Fabrègues, puis de 1815 à 1828, Antoine Niel de Naves d'Aubrac, de 1828 à 1831, François-Joseph Roucayrols de la Frayssinède et de 1831 à 1845, Jean-Pierre Auguy de Moncan.
Après la séparation en trois communes distinctes, furent nommés de 1845 à 1848, Jean-Joseph Gaillard de Pomayrols, puis de 1848 à 1864, Jacques Poujol. Enfin de 1864 à 1871, la mairie fut occupée par Pierre Bouscary de Rouveret, sous le mandat duquel fut construit le pont de Chipole financé par l'État et la commune.

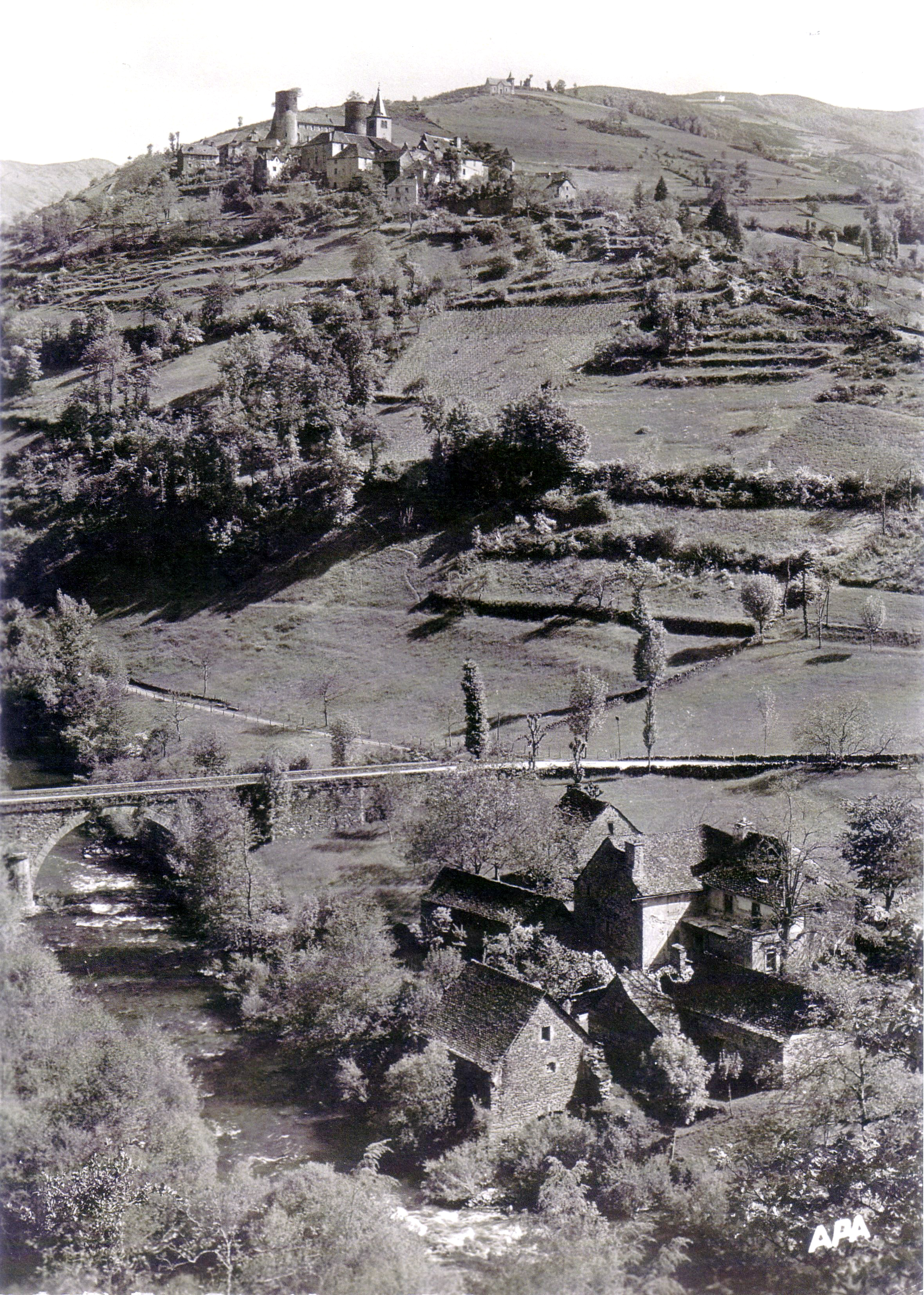
Le pont et le hameau de Chipole en 1947.

Le premier maire élu par un conseil municipal fut, de 1871 à 1876, Prosper Gaillard de Pomayrols. En 1875 il fit tracer le chemin qui relie le pont de Chipole à la croix du Tioulas. Il fut suivi de Joseph Bouscary (père) de l'Espinasse entre 1876 et 1878, puis de Jean-Baptiste Cambefort de Pomayrols de 1878 à 1884. Pendant son mandat, fut entreprise la construction du chemin entre Pomayrols et Saint-Laurent. Suivirent, Joseph Bouscary (père) entre 1884 et 1888 et Joseph Bouscary (fils) de 1888 à 1900 qui fit construire en 1885 le pont de Veyran. Numa Autigeon, maire de 1900 à 1904 réalisa l'adduction des eaux du bourg de Pomayrols. Les travaux ne furent exécutés qu'en 1906 et 1907.
Au cours du XIXe siècle, avec une population de près d'un millier de personnes (qui vivaient pour la plupart dans une grande pauvreté), les déplacements étant longs et difficiles, les habitants disposaient dans les villages de tous les métiers et commerces nécessaires au quotidien. Malgré le déclin de la démographie provoqué par l'exode vers les grandes villes, accentué par le grand nombre de victimes de la guerre 1914-1918, cette relative autarcie se maintiendra jusqu'aux premières décennies du XXe siècle.

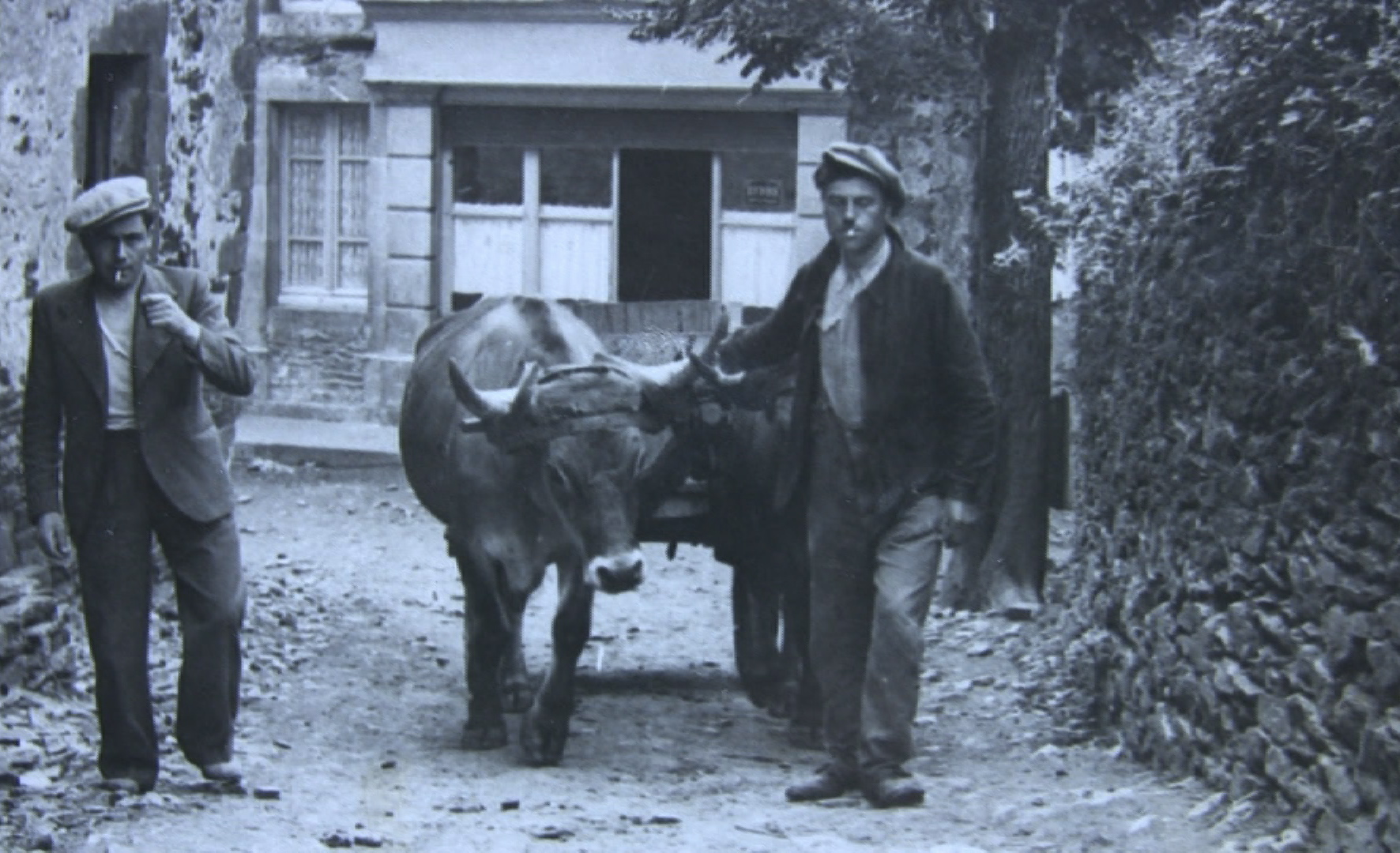
Une rue du village en 1935.

À la suite de Numa Autigeon, en 1904, Joseph Bouscary de l'Espinasse fut élu maire. Il fut celui qui resta le plus longtemps en exercice puisque son dernier mandat s'acheva en 1938. Durant cette période, furent construits le pont des Gandalgues en 1911, le lavoir en 1924 et en 1933 le chemin qui part de la croix du Tioulas jusqu'au bas du bourg de Pomayrols. En 1929, à l'initiative de M. Bousquet, meunier au hameau de la Tourre, aidé de la main d'œuvre locale, le premier réseau électrique alimentant le bourg de Pomayrols fut installé. La production se faisait la nuit, elle fut utilisée jusqu'en 1955 date à laquelle le bourg fut relié au réseau EDF. Dans ce domaine également, dès 1923, la vallée du Lot est prospectée, pour y implanter une usine électrique. Trois sites furent retenus : sous le hameau de la Romiguière, à Chipole et sous La Boulesq... Ces études restèrent sans suites. À partir de 1944, lors des grands projets de barrages hydroélectriques sur le Lot, une retenue située à 3 km en amont de Saint-Geniez-d'Olt fut envisagée, des acquisitions foncières furent réalisées  (43 hectares) mais ce projet fut finalement abandonné car les particularités géologiques du sous-sol ne permettaient pas un ancrage fiable de l'ouvrage. Ce ne fut pas le cas pour les sites de Castelnau-Lassouts et de Golinhac où les conditions favorables permirent l'édification des ouvrages.

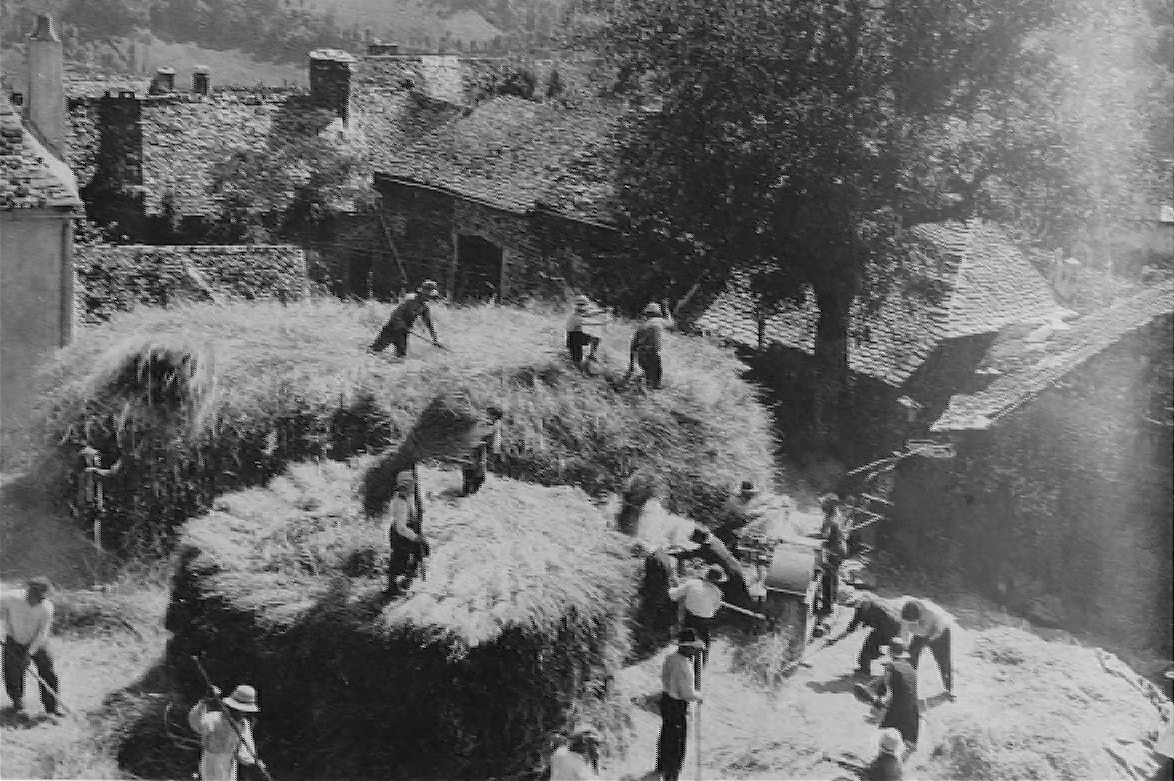
Battage du blé sur le sol devant le château (1932).

Dans le domaine de l'agriculture, les premiers fraisiers de la variété Sannié furent plantés en 1932. Cette culture se développa au cours des décennies suivantes et permis aux habitants d'améliorer notablement leur revenus.
Entre 1938 et 1958, le maire de la commune fut Baptiste Badoc de Pomayrols. Au cours de cette longue période de pénurie et d'épreuves, les témoignages des administrés de cette époque nous apprennent que son action fut principalement orientée vers de nombreuses démarches sociales pour aider les familles en difficulté. Le 1er septembre 1939 à Pomayrols, les témoins se souviennent qu'on dépiquait ce jour-là lorsque les habitants apprirent sans surprise la nouvelle de la mobilisation générale. M. Massabuau (lo pitchinet) monta au clocher et sonna le tocsin. La guerre qui commençait modifia durant les cinq années qui suivirent la vie des habitants de la commune. Les soldats Pomayrolais mobilisés sur le front, après huit mois de calme, vécurent de violents combats lors de la percée allemande de mai et juin 1940. Certains furent gravement blessés, d'autres fait prisonnier. La commune déplora un seul tué: Ernest Manenq de Laboulesq. Parmi les prisonniers, la plupart cherchèrent à s'évader, certains réussirent, d'autres furent repris et subirent violences et brimades. Après l'armistice de juin 1940, sous le régime de Vichy, Pomayrols reçut la visite en 1941 du préfet Marion qui en 1944 sera arrêté pour collaboration très active et exécuté par la Résistance.

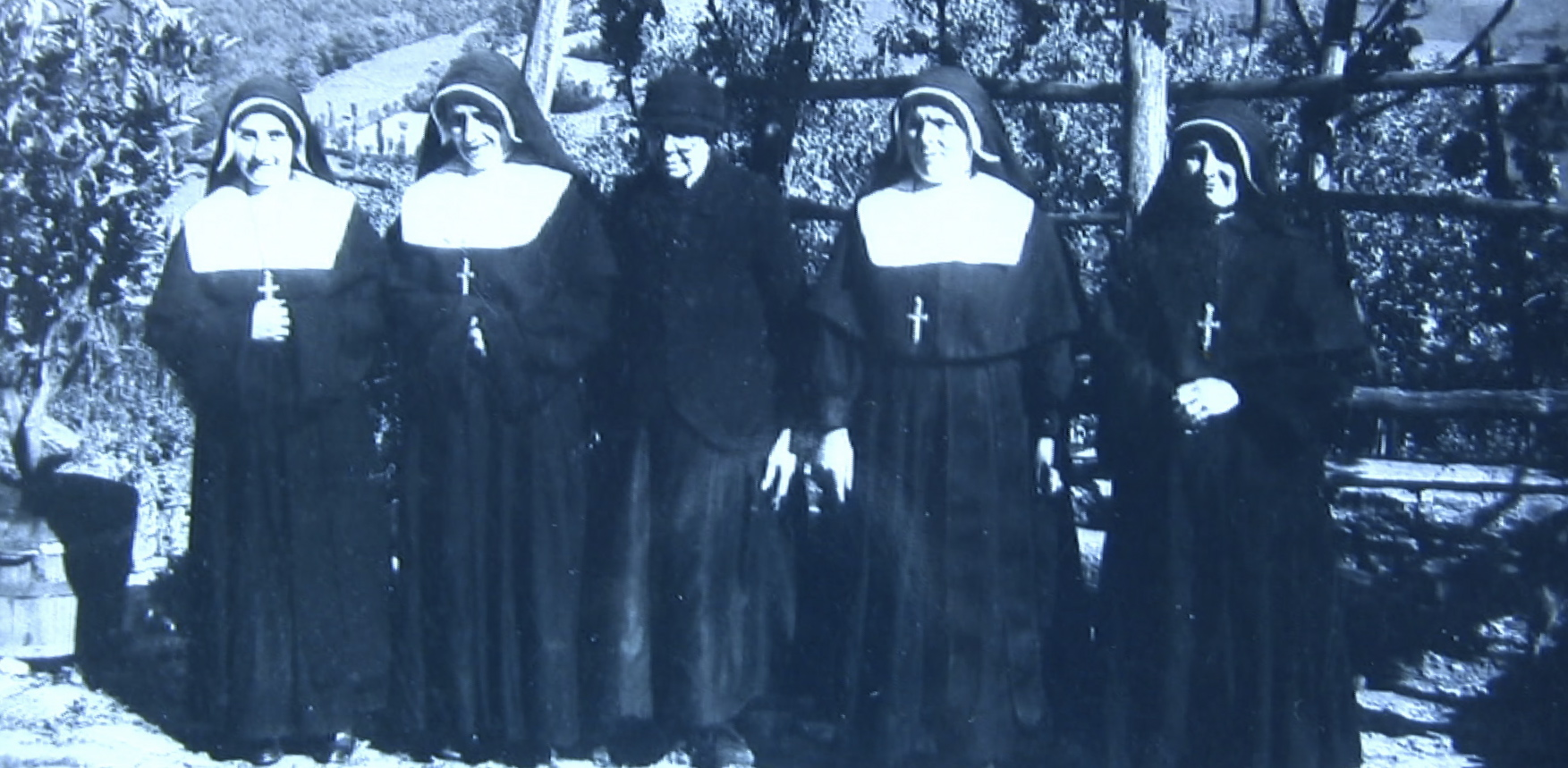
Les religieuses du couvent de l'union (1940).

Durant la période de la guerre, la démographie de la commune se caractérisa par une forte augmentation du nombre de jeunes, comme le montrent les registres de présence des écoles. D'une part, dès juin 1940, la plupart des familles originaires de Pomayrols qui habitaient en zone occupée firent rapatrier leurs enfants sur la commune pour les soustraire aux mesures de rationnement. D'autre part, pour de multiples raisons, l'occupation allemande amena des familles de réfugiés de toutes origines et confessions à confier leurs enfants aux religieuses du couvent de l'union.
À partir de 1943 le territoire de la commune servit de zone de repli pour les résistants du maquis de Saint-Chely et Condom d'Aubrac (maquis Roland). Ces maquisards étaient chargés de réceptionner les parachutages alliés et de les distribuer à la Résistance régionale.
En 1945, les Pomayrolais qui revenaient de captivité et qui étaient agriculteurs purent bénéficier de la main d'œuvre de prisonniers allemands eux-mêmes agriculteurs, cette période leur permit d'échanger leurs expériences et d'avoir un autre regard sur leur activité.
En 1959, Joseph Tisse (de l'Espinasse) fut élu maire. Au cours de son mandat, en 1961 et 1962 fut prolongé dans les villages le réseau d'adduction d'eau jusque dans les habitations et créé un réseau collectif des eaux usées. En agriculture, la mécanisation ne fit son apparition que très progressivement au cours des années 1960 avec l'arrivée des premiers motoculteurs. Cette évolution entraina la fin des attelages traditionnels qui disparurent peu à peu. Avec la venue des tracteurs dans les années 1970, les méthodes d'exploitation se modifièrent: les parcelles à forte pente furent délaissées, des espaces autrefois inexploitables mais praticables avec un tracteur furent labourés, fertilisés et exploités.

## Politique et administration

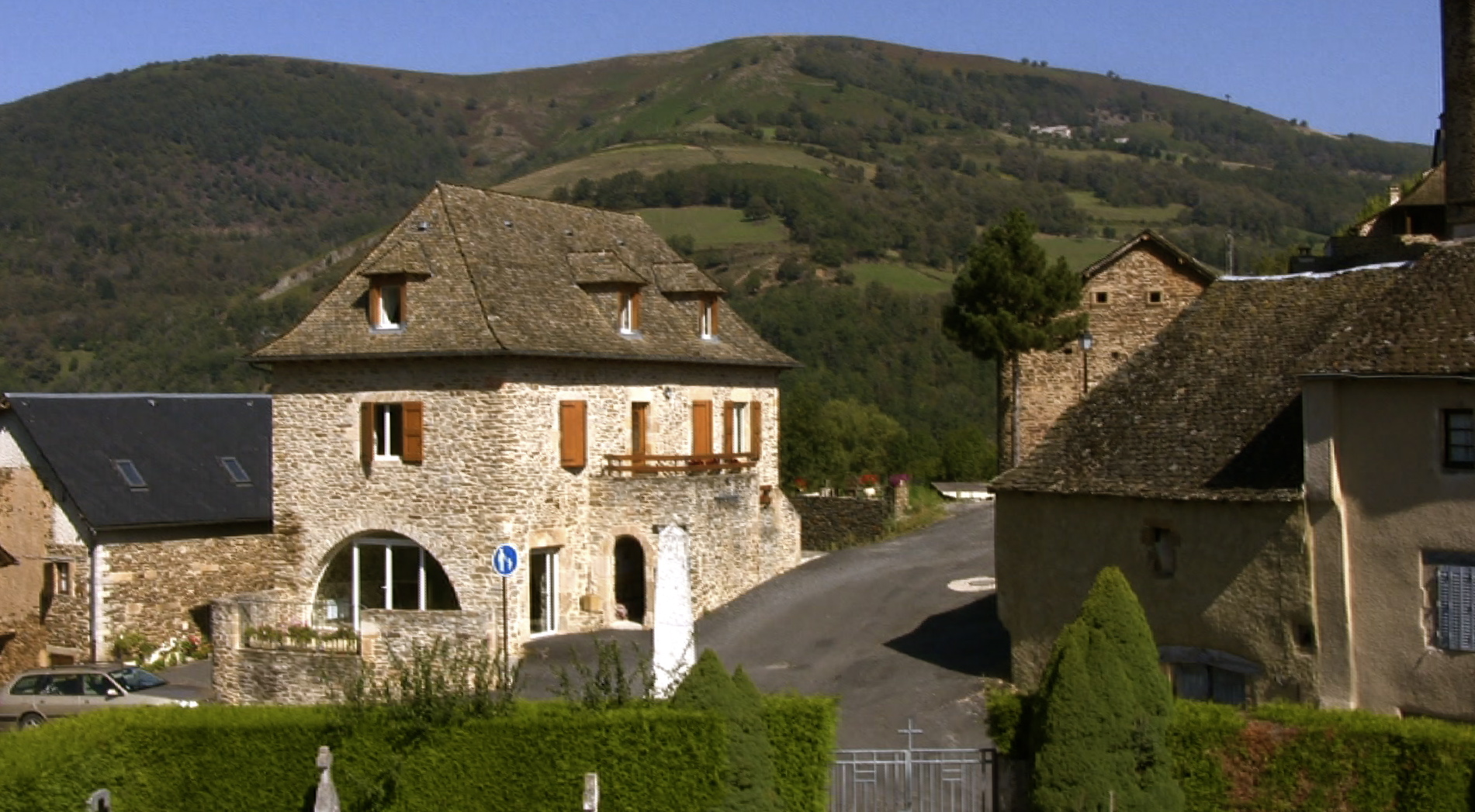
La mairie.

| Période                                  | Période  | Identité                            | Étiquette | Qualité                              |
| ---------------------------------------- | -------- | ----------------------------------- | --------- | ------------------------------------ |
| 1900                                     | 1904     | Numa Autigeon                       |           |                                      |
| 1904                                     | 1938     | Joseph Bouscary                     |           |                                      |
| 1938                                     | 1958     | Baptiste Badoc                      |           |                                      |
| 1959                                     | 1967     | Joseph Tisse                        |           |                                      |
| 1967                                     | 1983     | Jean Savaric                        |           |                                      |
| 1983                                     | 2008     | André Solignac                      |           |                                      |
| 2008                                     | 2014     | Bernard Solignac                    |           |                                      |
| avril 2014                               | mai 2020 | Christine Verlaguet                 |           | Employée (secteur privé)             |
| mai 2020                                 | en cours | Christine Andrieu Epouse Verlaguet, |           | Agricultrice sur grande exploitation |
| Les données manquantes sont à compléter. |          |                                     |           |                                      |

## Démographie
Depuis le XIVe siècle, les évêques de Rodez étaient tenus de faire au moins une fois durant leur mandat, la tournée d'inspection de chaque paroisse. Vers 1515, la paroisse de Pomayrols qui comprenait La Boulesq et Falguières, comptait 1 200 habitants dont 400 dans le bourg.
Durant le XVIIIe siècle, sous le règne de Louis XV, le résultat des inspections de 1746 et 1771 mentionne une population d'environ un millier d'habitants (900 en 1746, 1090 en 1771, dont 341 dans le bourg). Au cours de cette période, le dynamisme de l'industrie du textile à Saint-Geniez-d'Olt qui développa le travail à façon, contribua au maintien d'une population importante dans les villages.

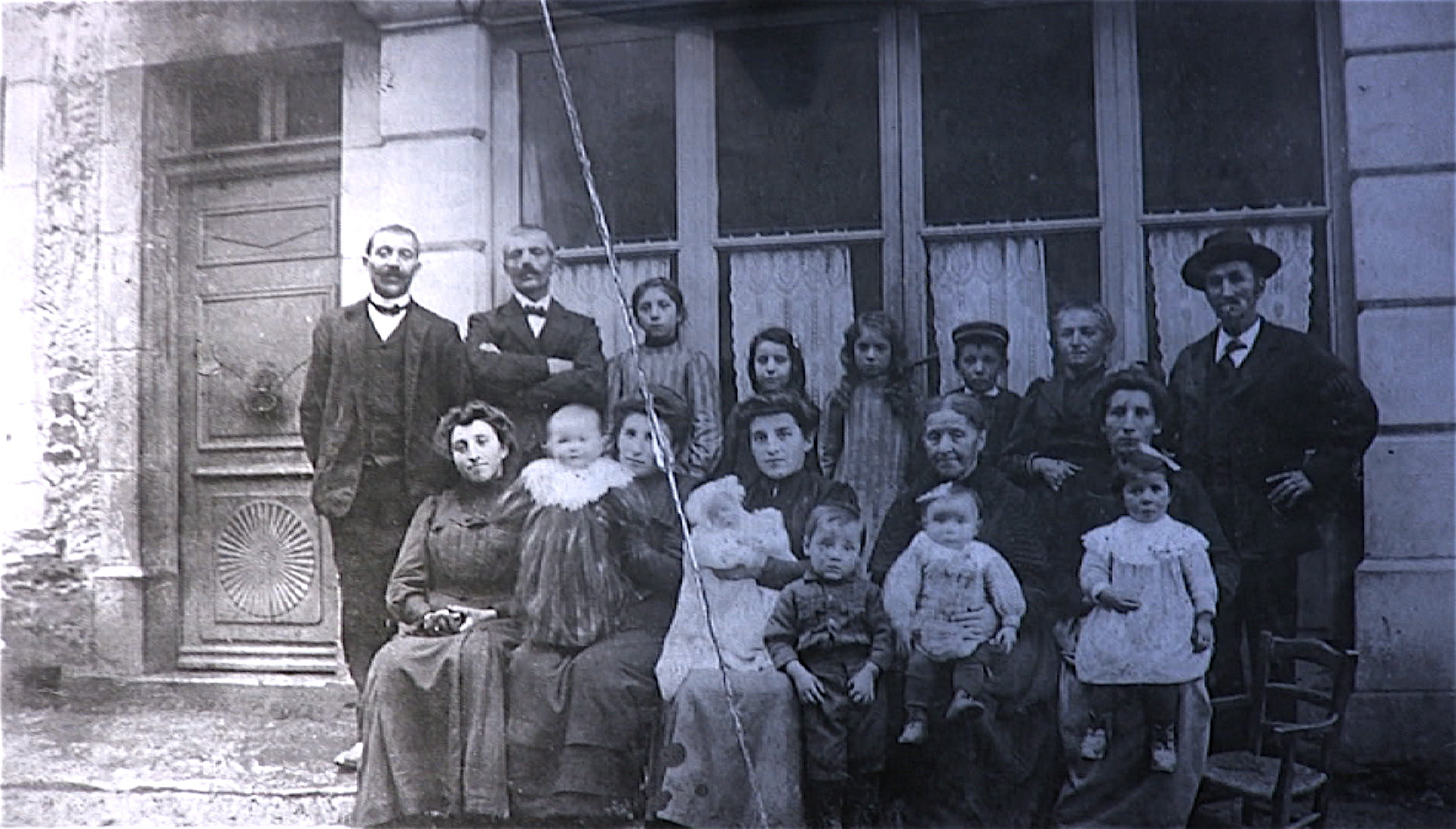
Baptême à Pomayrols en 1913.

En 1874, la commune comptait 1 107 habitants, 479 sur la paroisse de Pomayrols, 378 autour de La Boulesq et Falguières, 250 autour de La Fage. Depuis le XVIe siècle jusqu'à la fin du XIXe siècle, la population de la vallée est donc restée relativement stable.
Depuis la fin du XIXe siècle, les migrations vers Paris, les métropoles régionales ou l'Amérique du Sud, constatées sur l'ensemble du département n'ont pas épargné la commune. En 1914, elle ne comptait plus que 600 habitants. Entre 1914 et 1918, le premier conflit mondial qui fit 63 victimes parmi les hommes en âge de fonder une famille accentua le dépeuplement.
De nos jours, la commune se caractérise par le doublement de sa population en période estivale. Selon l'Insee en 2006, la commune comptait 145 maisons d'habitation qui se répartissaient entre 62 résidences principales, 3 habitations vacantes et 80 résidences secondaires, la majorité appartenant à des familles ayant des origines sur la commune.
L'évolution du nombre d'habitants est connue à travers les recensements de la population effectués dans la commune depuis 1793. Pour les communes de moins de 10 000 habitants, une enquête de recensement portant sur toute la population est réalisée tous les cinq ans, les populations de référence des années intermédiaires étant quant à elles estimées par interpolation ou extrapolation. Pour la commune, le premier recensement exhaustif entrant dans le cadre du nouveau dispositif a été réalisé en 2005.

En 2022, la commune comptait 118 habitants, en évolution de −3,28 % par rapport à 2016 (Aveyron : +0,37 %, France hors Mayotte : +2,11 %).
| 1793 | 1800 | 1806  | 1821  | 1831  | 1836  | 1841  | 1846  | 1851  |
| ---- | ---- | ----- | ----- | ----- | ----- | ----- | ----- | ----- |
| 533  | 790  | 3 679 | 3 576 | 3 586 | 3 416 | 1 869 | 1 055 | 1 139 |

| 1856  | 1861  | 1866 | 1872 | 1876 | 1881 | 1886 | 1891 | 1896 |
| ----- | ----- | ---- | ---- | ---- | ---- | ---- | ---- | ---- |
| 1 050 | 1 040 | 867  | 913  | 847  | 919  | 919  | 766  | 728  |

| 1901 | 1906 | 1911 | 1921 | 1926 | 1931 | 1936 | 1946 | 1954 |
| ---- | ---- | ---- | ---- | ---- | ---- | ---- | ---- | ---- |
| 646  | 651  | 601  | 546  | 547  | 512  | 510  | 387  | 342  |

| 1962 | 1968 | 1975 | 1982 | 1990 | 1999 | 2005 | 2006 | 2010 |
| ---- | ---- | ---- | ---- | ---- | ---- | ---- | ---- | ---- |
| 290  | 283  | 246  | 178  | 182  | 152  | 153  | 156  | 137  |

| 2015 | 2020 | 2022 | - | - | - | - | - | - |
| ---- | ---- | ---- | - | - | - | - | - | - |
| 125  | 120  | 118  | - | - | - | - | - | - |

Sur les tableaux ci-dessus, de 1806 à 1836, les populations de Prades d'Aubrac et Aurelle-Verlac sont intégrées à la commune de Pomayrols.

## Économie

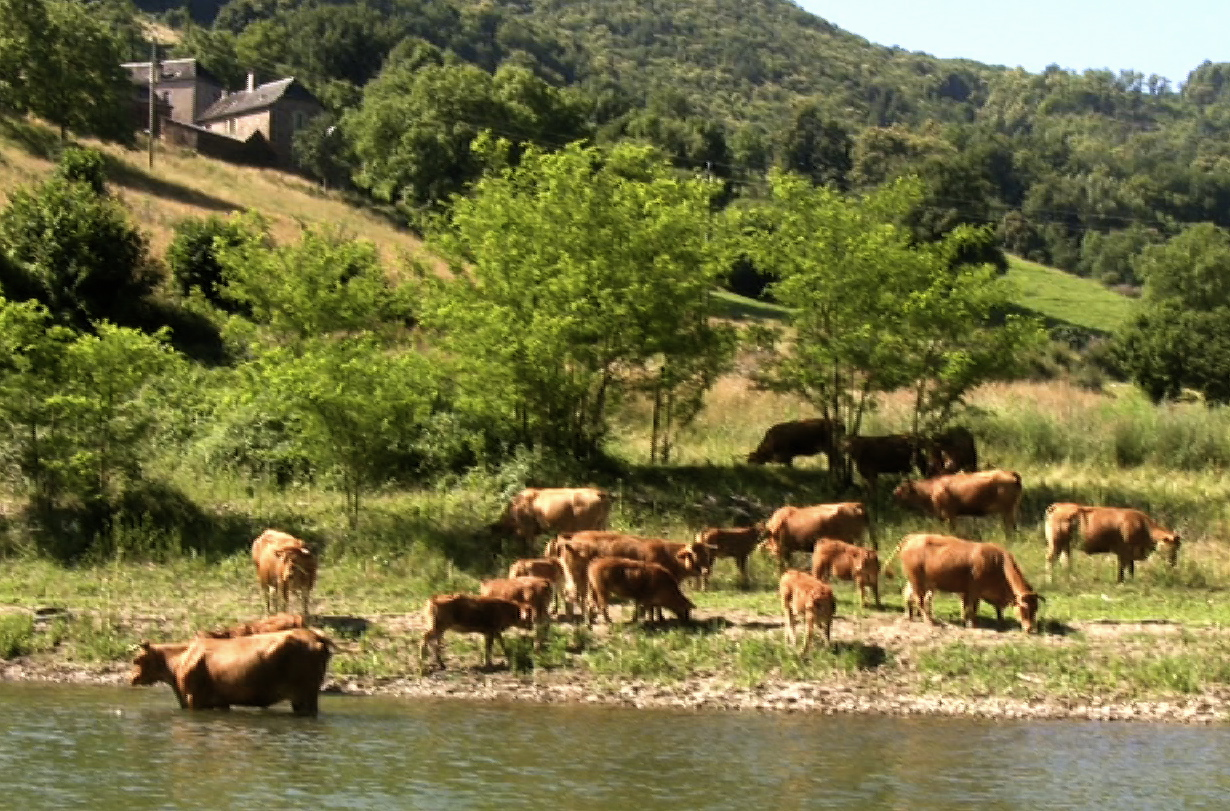
Troupeau au bord du Lot.

Pomayrols est une commune rurale essentiellement orientée vers l'agriculture de type extensif. Elle compte une quinzaine d'exploitations agricoles dont l'activité principale est l'élevage de bovins de races limousine, aubrac et charolaise pour leur viande, mais également d'ovins, de race brebis de Lacaune pour leurs agneaux mais surtout pour leur lait destiné aux fromageries de Roquefort. La baisse de la démographie n'a pas permis de maintenir sur le territoire de la commune les commerces de proximité  et l'artisanat local, par contre, celle-ci très appréciée comme lieu de villégiature en période estivale a vu croître sa capacité d'accueil pour le tourisme sous la forme de gîtes et chambres d'hôtes.

## Culture locale et patrimoine

### Patrimoine naturel
Par sa situation  géographique la commune est dépositaire d'un riche  patrimoine naturel. Si dans le passé il fut plusieurs fois menacé, la prise de conscience de sa fragilité a rendu nécessaire la mise en place de structures et de procédures pour le préserver.

#### Les paysages
Les pentes autrefois cultivées ont fait place aux bois de chênes ou de châtaigniers entrecoupés de prairies naturelles. Sur les hauteurs, les landes de bruyères ont progressivement été remplacées par de vastes prairies et des champs de céréales.
Depuis les années 1970, les agriculteurs délaissent peu à peu les pentes au profit des hauteurs plus faciles à exploiter. Si ce changement n'est pas sans incidences sur la qualité de l'eau des sources environnantes, au fond de la vallée en revanche, cette évolution a permis de voir se développer au fil des ans de vastes zones où la nature a repris ses droits pour le plus grand bénéfice de la faune, et de la flore.

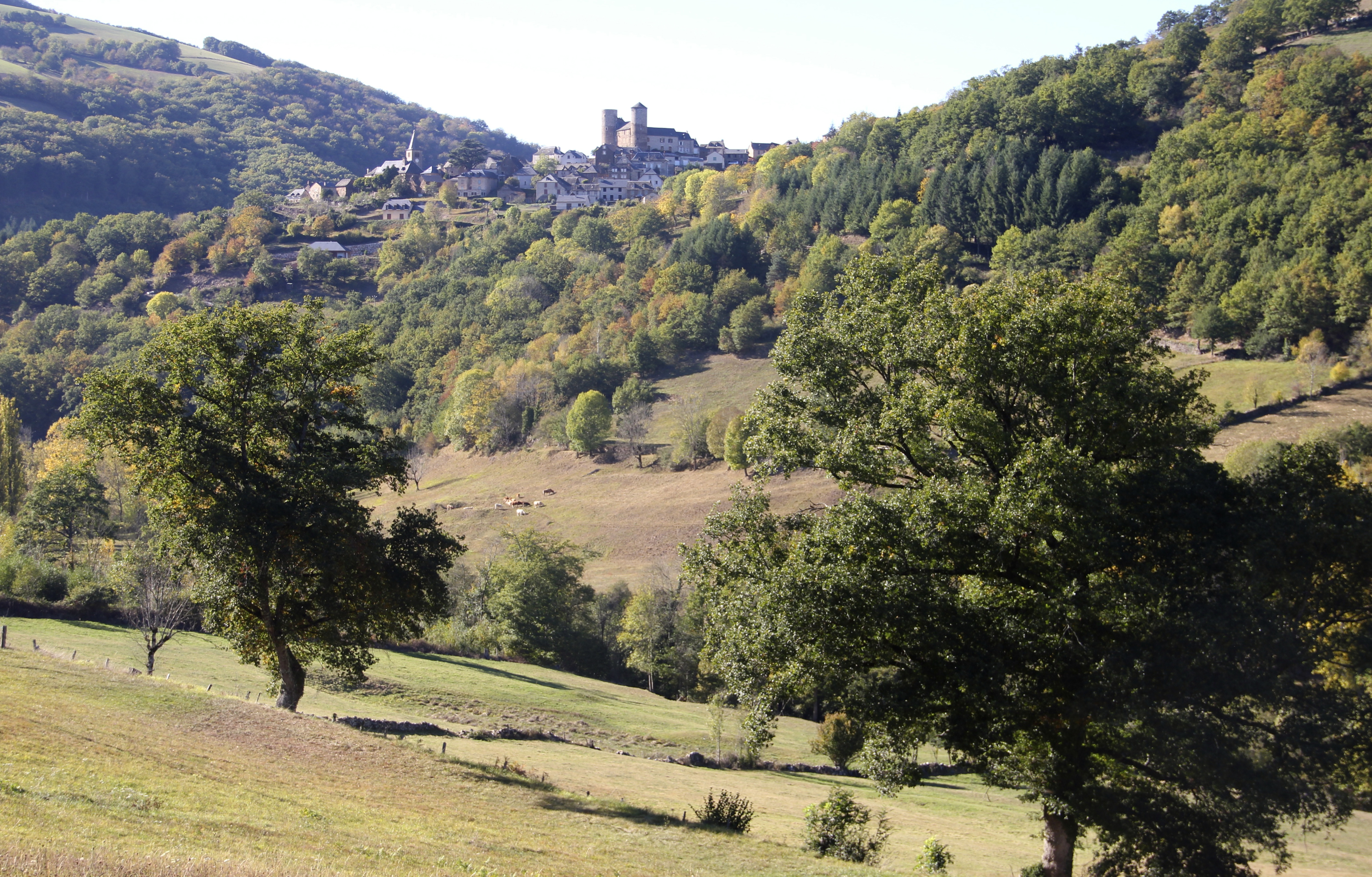
Vallée du Lot.
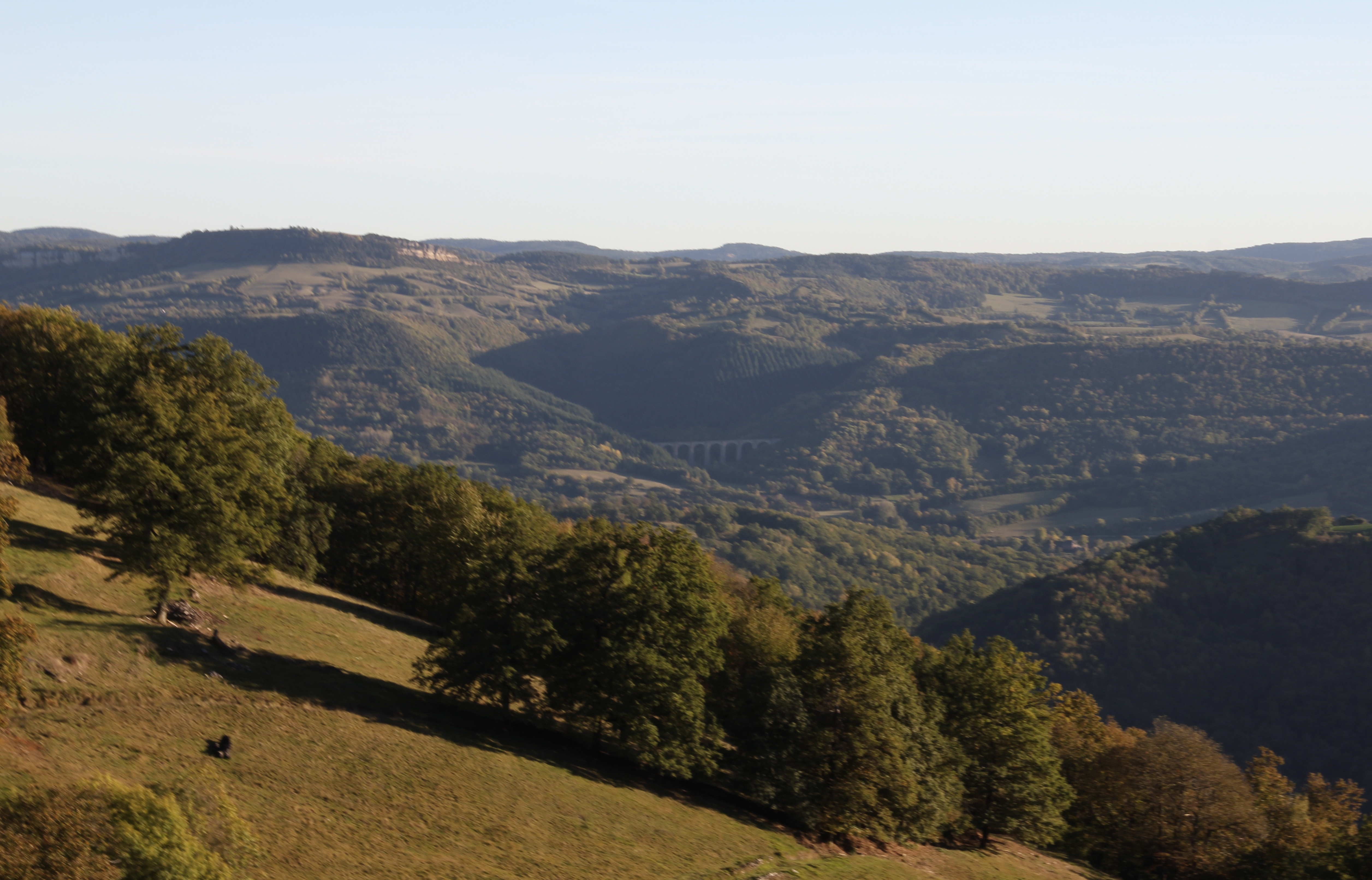
Point de vue depuis la ferme des Crouzets.
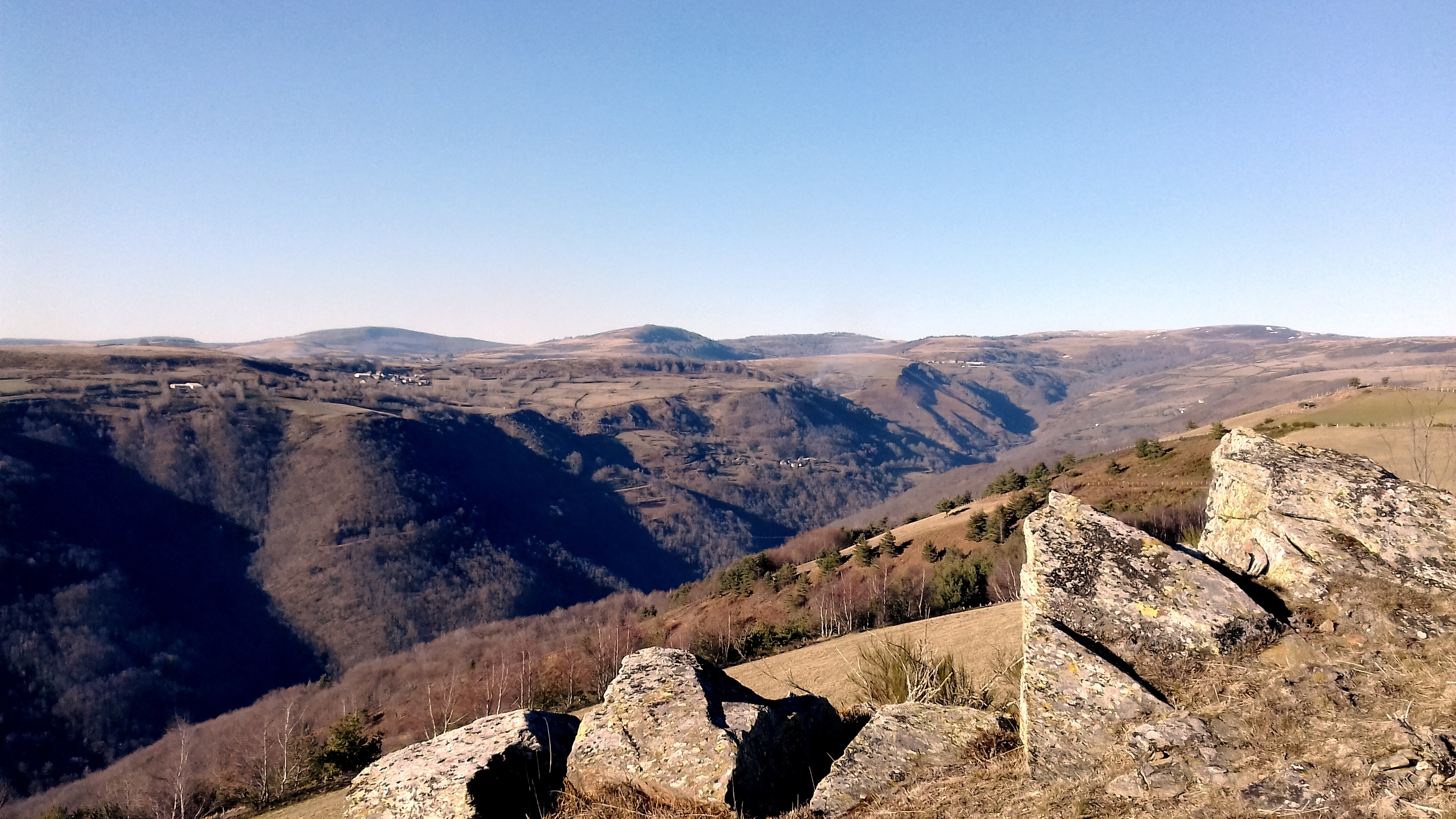
Le plateau vu depuis Picarel.
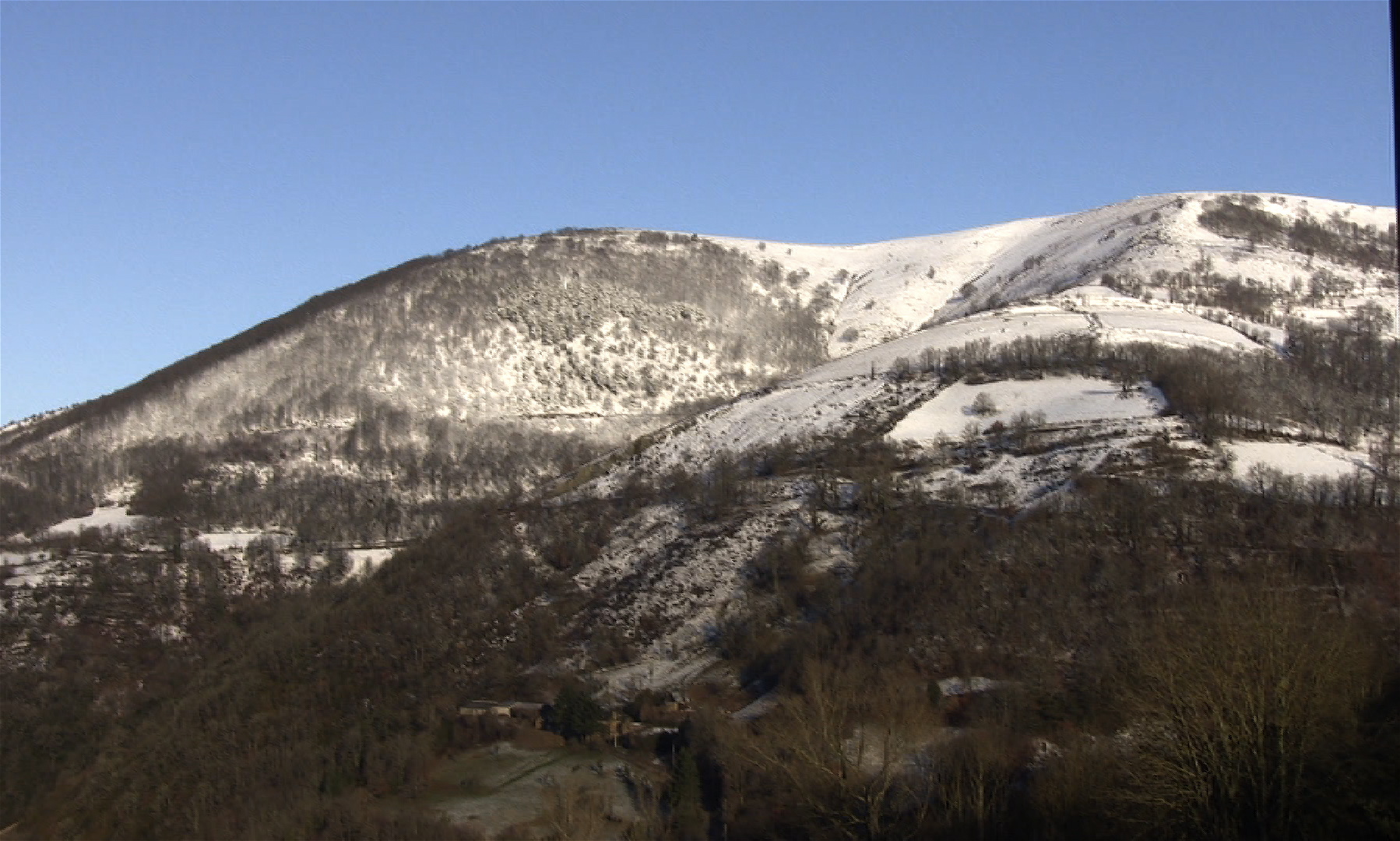
Puech d'Artigues.

#### Faune et flore
- Les coteaux boisés sont dominés par le chêne pubescent, le noisetier, le châtaignier, le noyer et le frêne. C'est le terrain de chasse des rapaces tels que le faucon, la buse, l'autour et l'épervier.
- Le buis, le genévrier et le houx sont des arbustes très courants dans la vallée et sur les hauteurs.
- Sur les pentes, les murs en pierres sèches des anciennes cultures en terrasses sont favorables au lézard des murailles, au sédum blanc et au cétérach.
- Dans les zones humides du bord du Lot, poussent la prêle, la menthe aquatique, l'aulne glutineux, le saule, le tamaris et le peuplier.
- Sur les rives, la vie animale se concentre avec des amphibiens (crapauds, grenouilles, tritons, salamandres), des oiseaux (bergeronnettes, pouillots, engoulevents, merles noirs, hérons, martins-pêcheurs, grives, et des chauves-souris, des petits mammifères (renards, blaireaux, loutres, belettes, genettes).
- En altitude, le hêtre côtoie le chêne rouvre et des résineux.
- Cerfs, sangliers, chevreuils, accompagnés de chouettes et hiboux, vivent dans ces forêts.

#### Site Natura 2000
Afin de préserver cette biodiversité, la haute vallée du Lot entre Espalion et Saint-Laurent-d'Olt a été intégrée au réseau Natura 2000. Sur la commune, le périmètre protégé est répertorié par le conseil général de l'Aveyron comme Espace naturel sensible. Cette partie de la vallée qui s'étend sur 8 km de rives fait désormais l'objet de contrats et procédures spécifiques en matière d'agriculture afin de garantir la protection de ces milieux et veiller à la quiétude des espèces animales présentes. Depuis 2018, le territoire de la commune est intégré dans le périmètre  du  parc naturel régional de l'Aubrac.

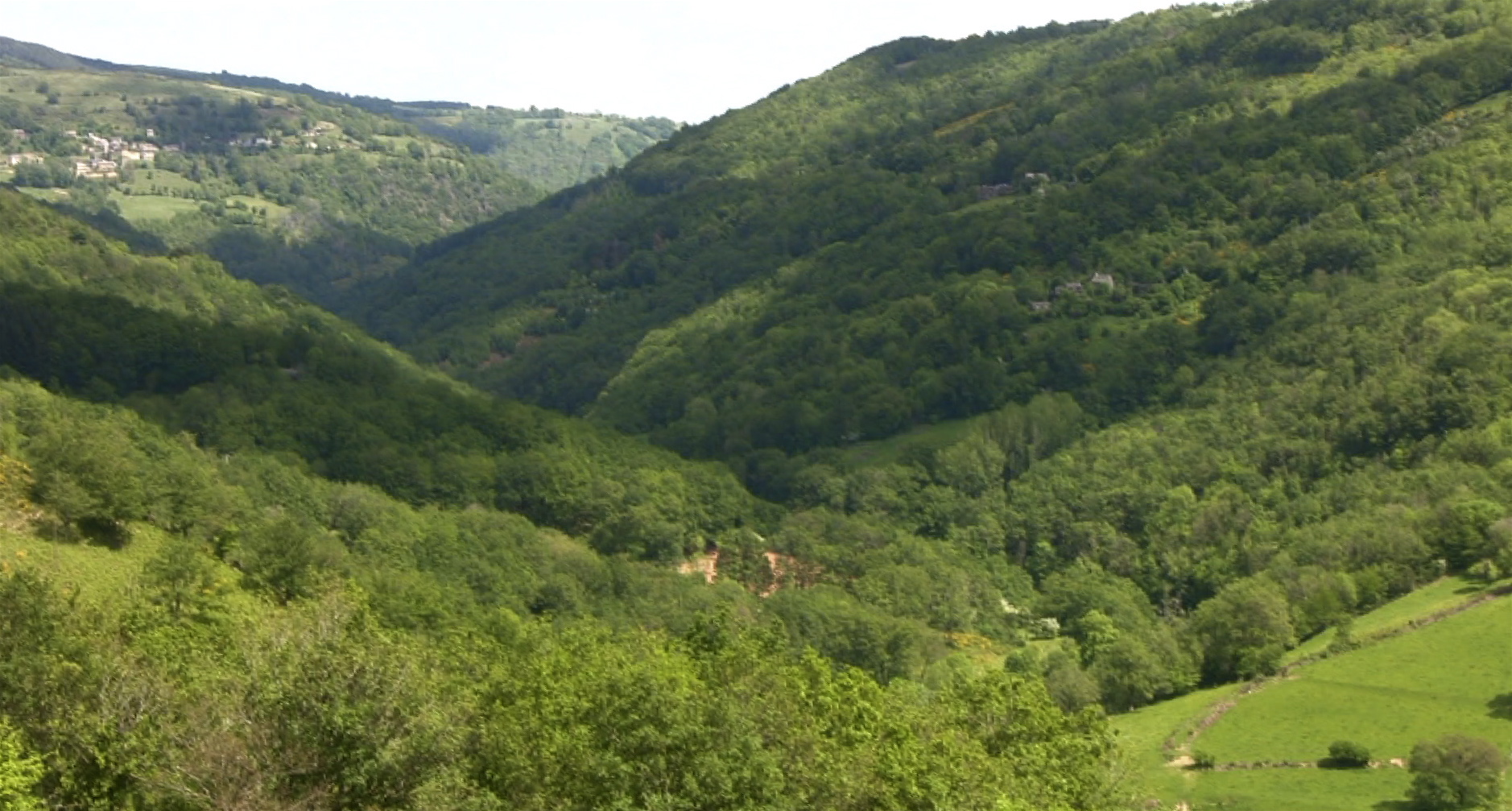
La vallée en amont de Pomayrols.
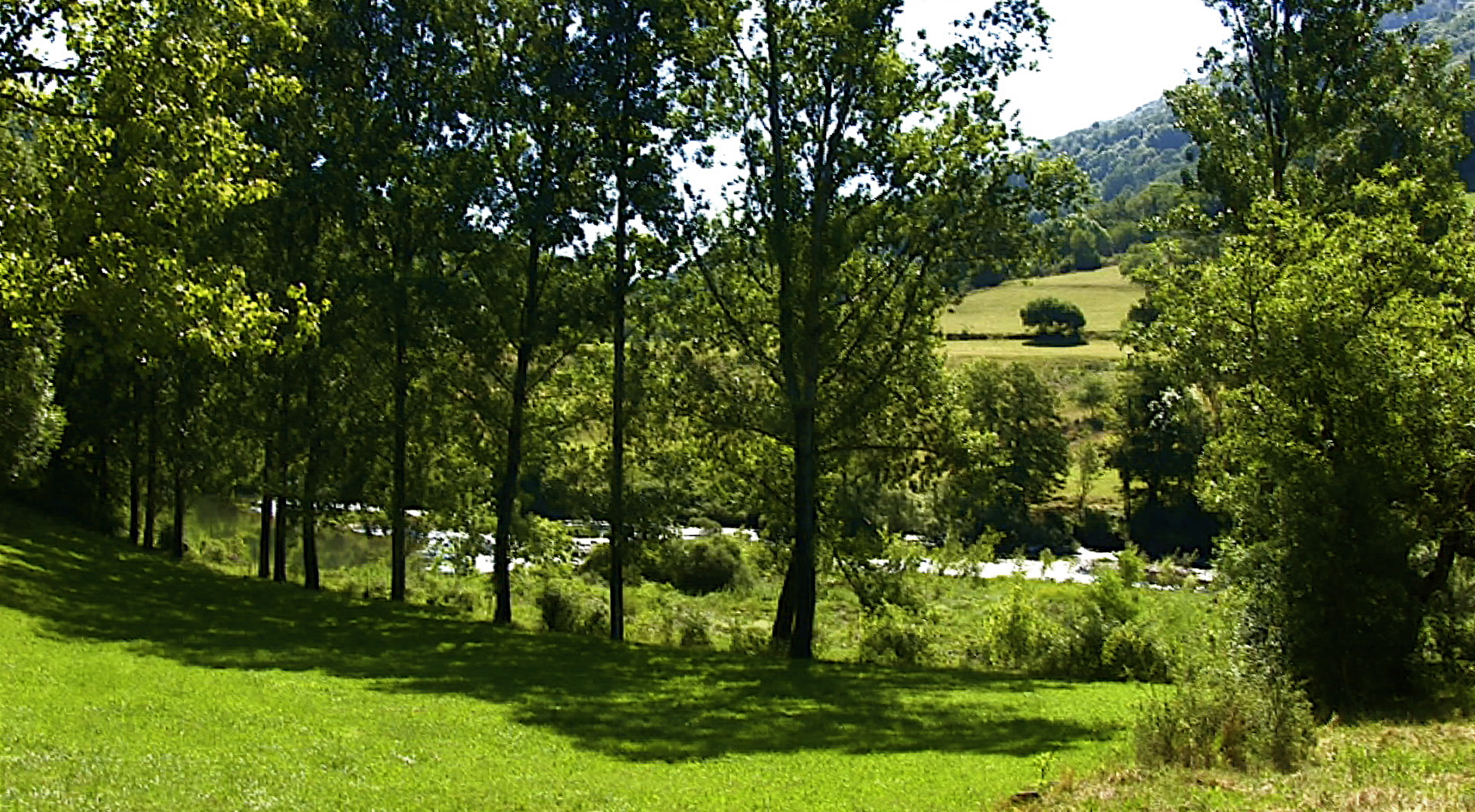
Le Gravas.
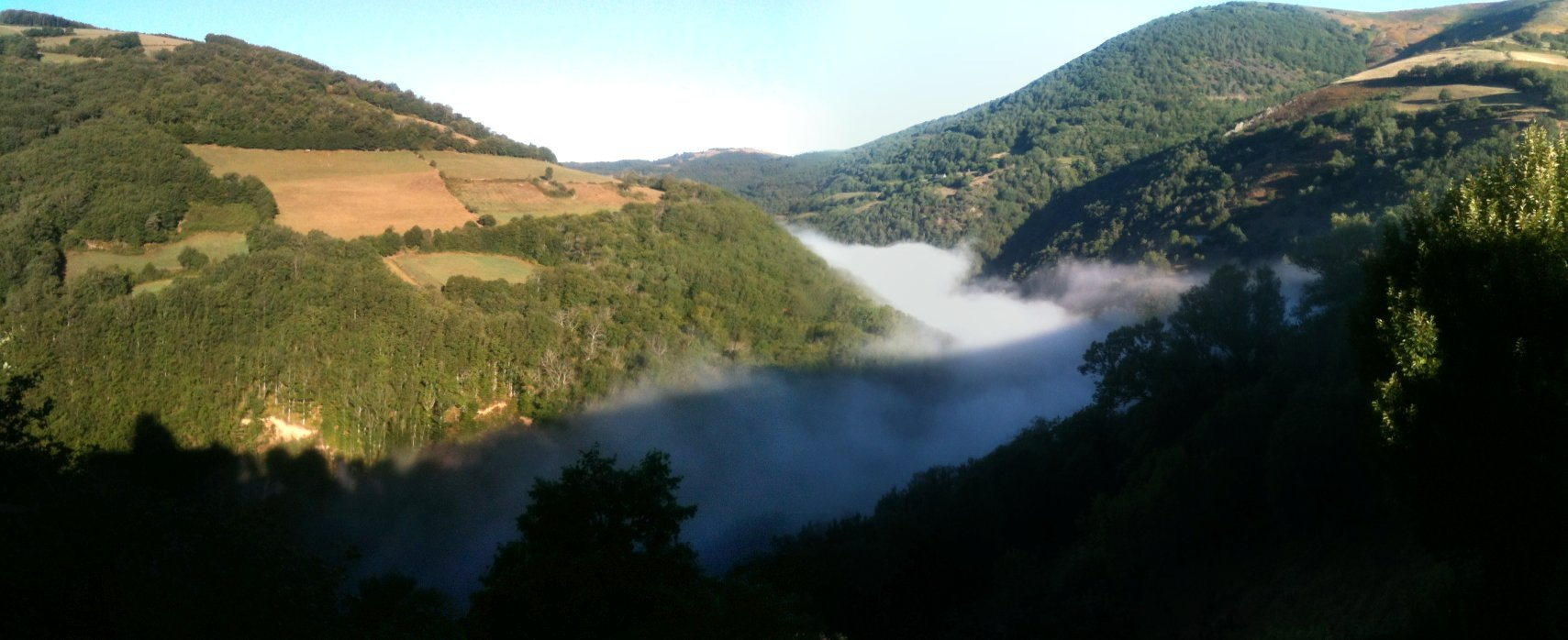
Brume matinale dans la vallée.

### Patrimoine bâti

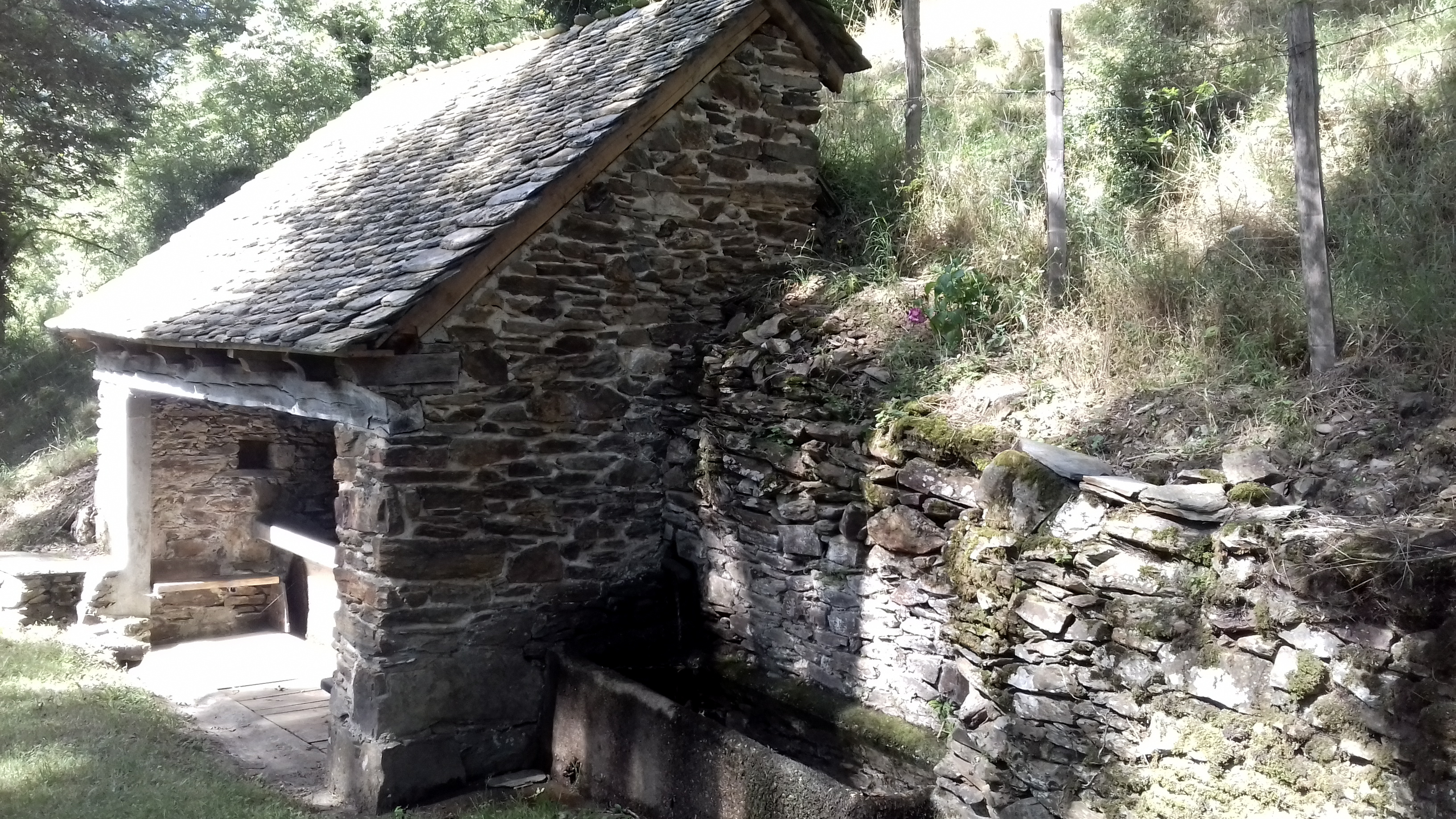
Lavoir de la fontaine basse.

Après près de mille ans d'implantation humaine, la commune est l'héritière d'un patrimoine bâti  très ancien et diversifié, non seulement  avec son château et ses églises, mais aussi avec un patrimoine communal important tels que ses lavoirs et fontaines dans les villages, ses croix au bord des chemins, ses moulins le long du Lot et des ruisseaux. Conscient de leur dégradation liée au temps, depuis 2013, une association de bénévoles s'est constituée  (l'Association de sauvegarde du patrimoine de la commune de Pomayrols) dont le but est de trouver le financement et de mettre en oeuvre les travaux pour le sauvegarder.

### Patrimoine religieux

#### Église Saint-Jean Baptiste
L’église Saint-Jean-Baptiste de Pomayrols se situe au bas du village, à l'arrivée du sentier qui se nommait jadis la côte des Seigneurs. Elle existait dès le début du XIe siècle.
En 1050, sous le règne d'Henri Ier, Hugues de Calmont, la légue à l’abbaye de Conques qui l’administrera pendant plus de trois siècles. Le village servait d'étape pour les pèlerins de Saint-Jacques qui se rendaient du Puy-en-Velay à Conques. Le 28 février 1390, l'abbaye de Conques cède l'administration de l'église et de son prieuré au diocèse de Rodez. En 1452, Bérard Murat de Lestang, entreprend sa reconstruction. La chapelle latérale du rosaire dédiée à Marie où Bérard Murat de Lestang repose au côté de Gabrielle, son épouse, est la seule partie de l'église qui reste de cette époque. En partie brûlée en 1568 pendant les guerres de religion, l'église est relevée la paix revenue. Ce fut près de trois siècles plus tard, entre 1840 et 1900 que l’église fut progressivement restaurée : la voûte en 1840, les parties intérieures en 1852, le clocher en 1855.

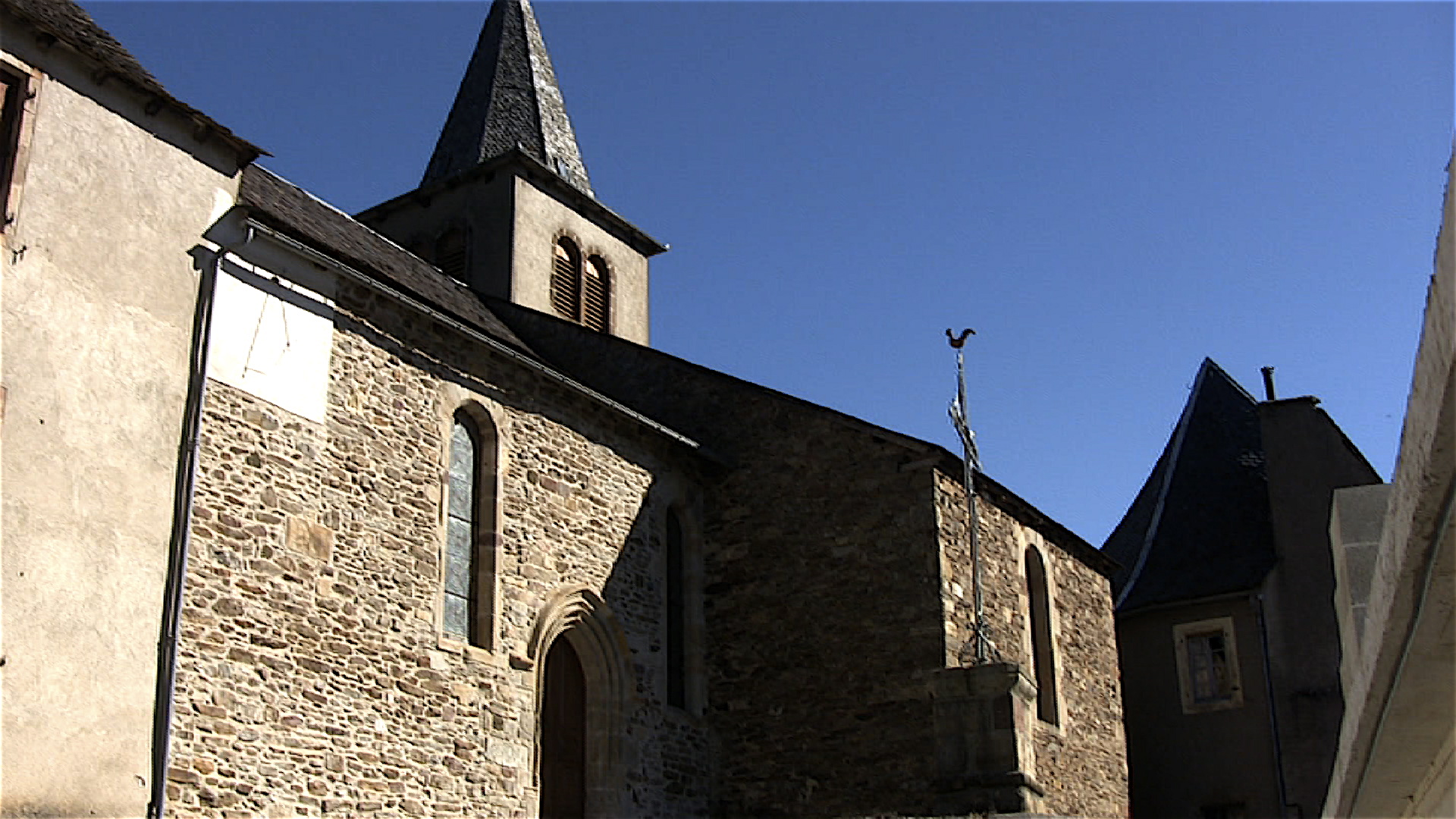
L'église Saint-Jean Baptiste.
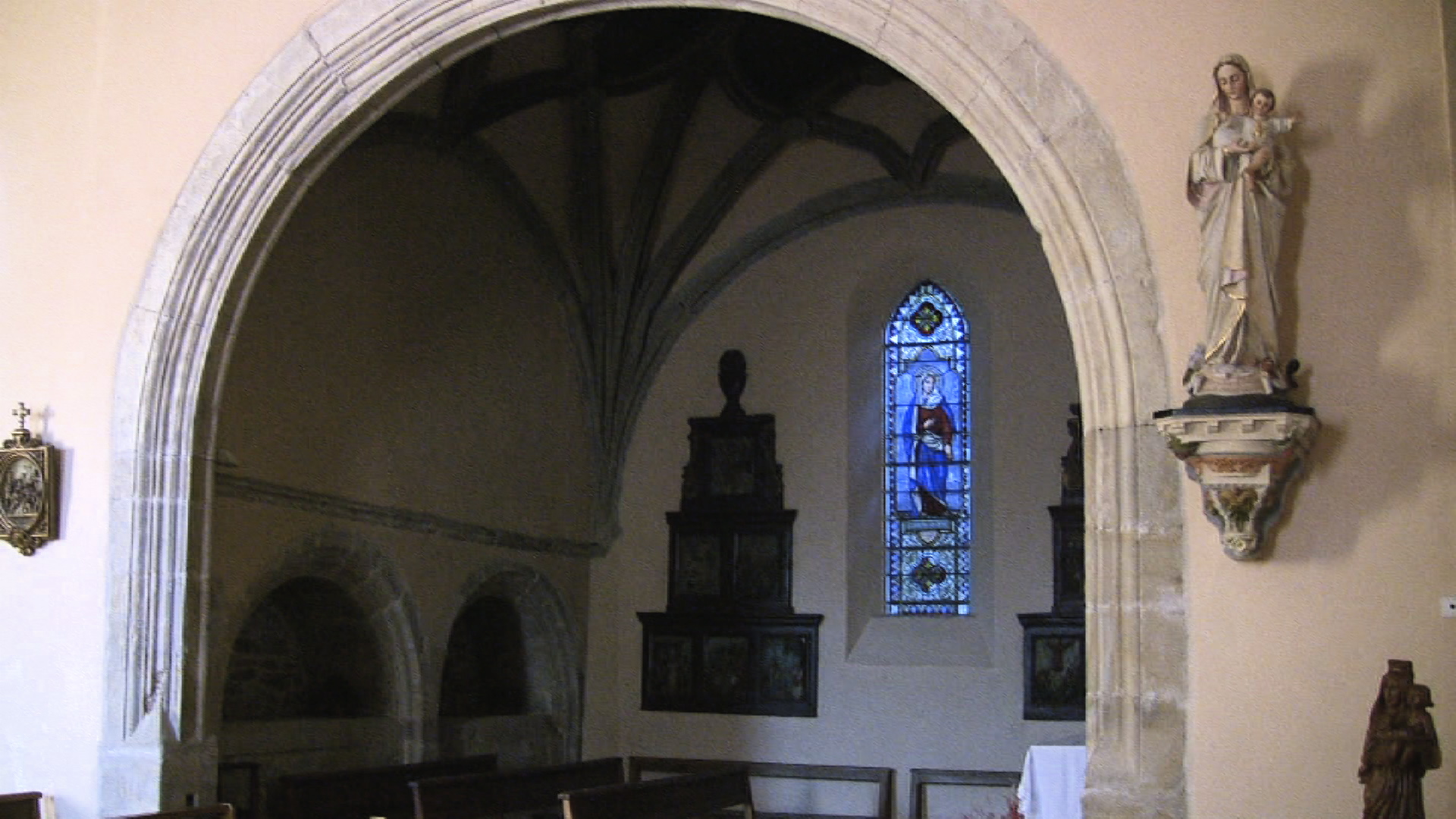
La chapelle latérale du rosaire.

#### La croix de Saint-Pierre
Elle est proche du bourg de Pomayrols au détour du chemin qui mène vers Bonance.
C'est une croix taillée en pierre calcaire où figure en bas relief l'apôtre Pierre et sur laquelle on peut y lire l'inscription suivante : FEV Marie Veisset de Bonance fondatrice de cette croix. Un pater et un avé maria. Requiescant in pace. Amen. Pierre Flovrou qu'il l'a faite l'année 1740. En face de la croix actuelle, il y avait une petite chapelle également dédiée à saint Pierre qui avait été bâtie en 1544 par Pierre Murat de Lestang.

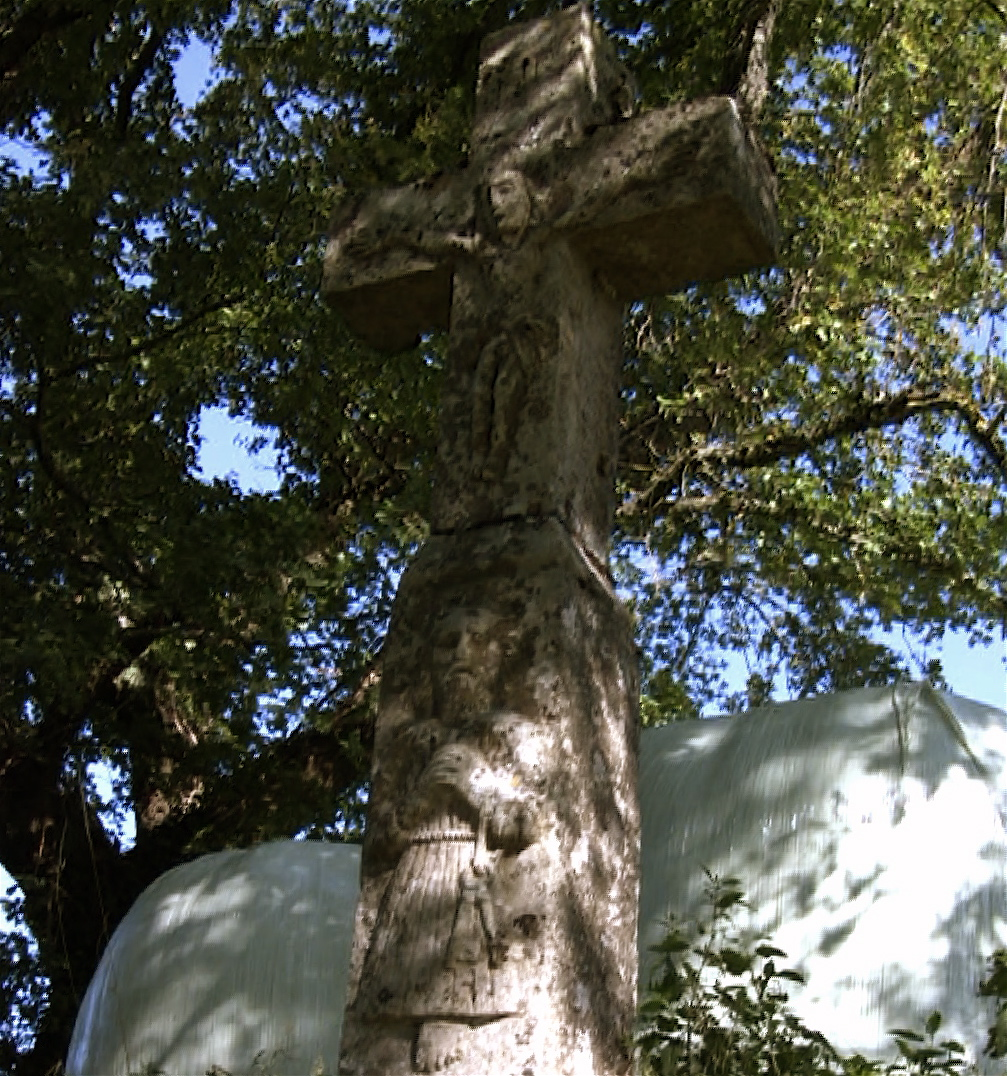
La croix de Saint-Pierre.
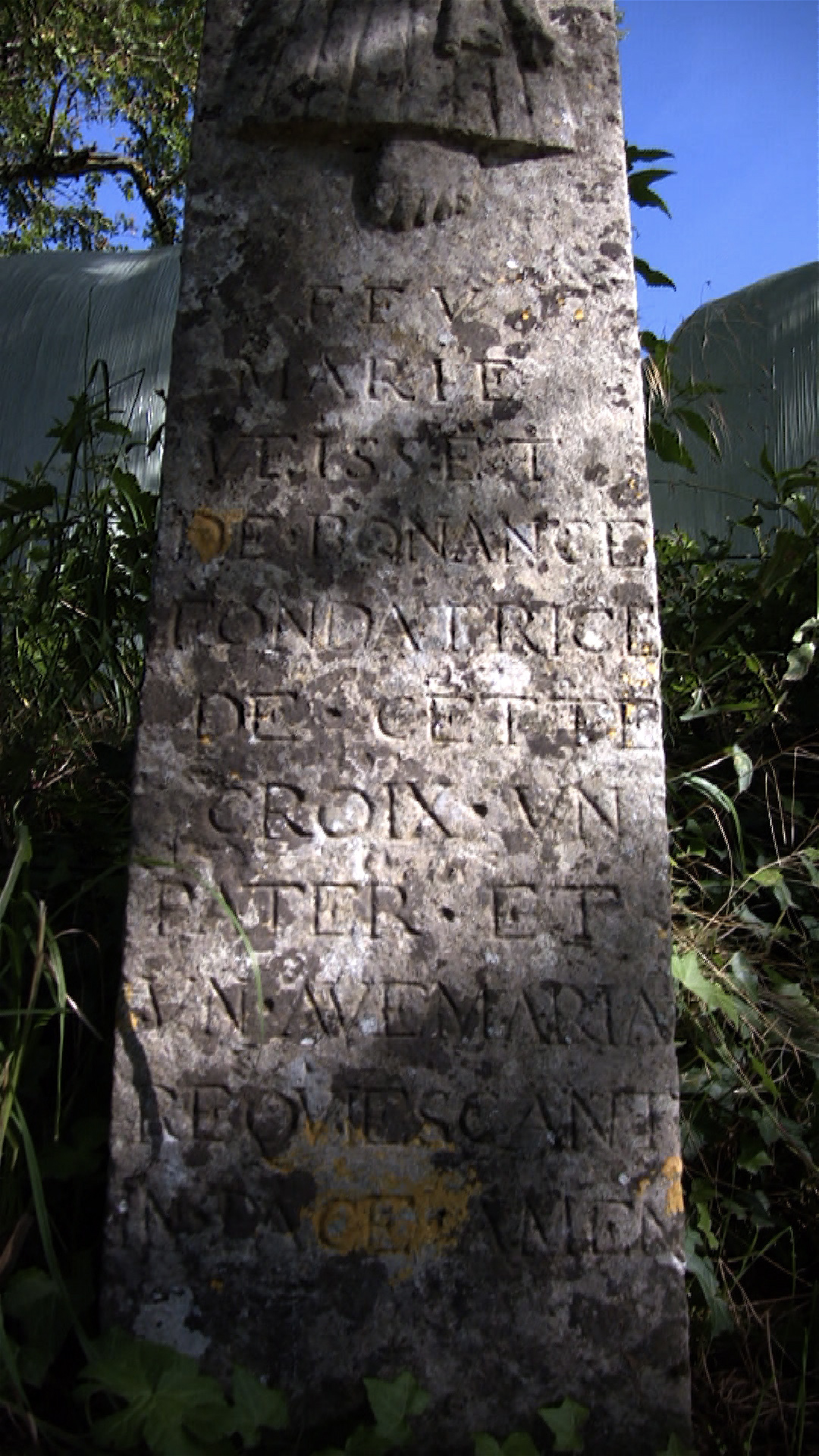
Inscription.

#### Chapelledu Calvaire

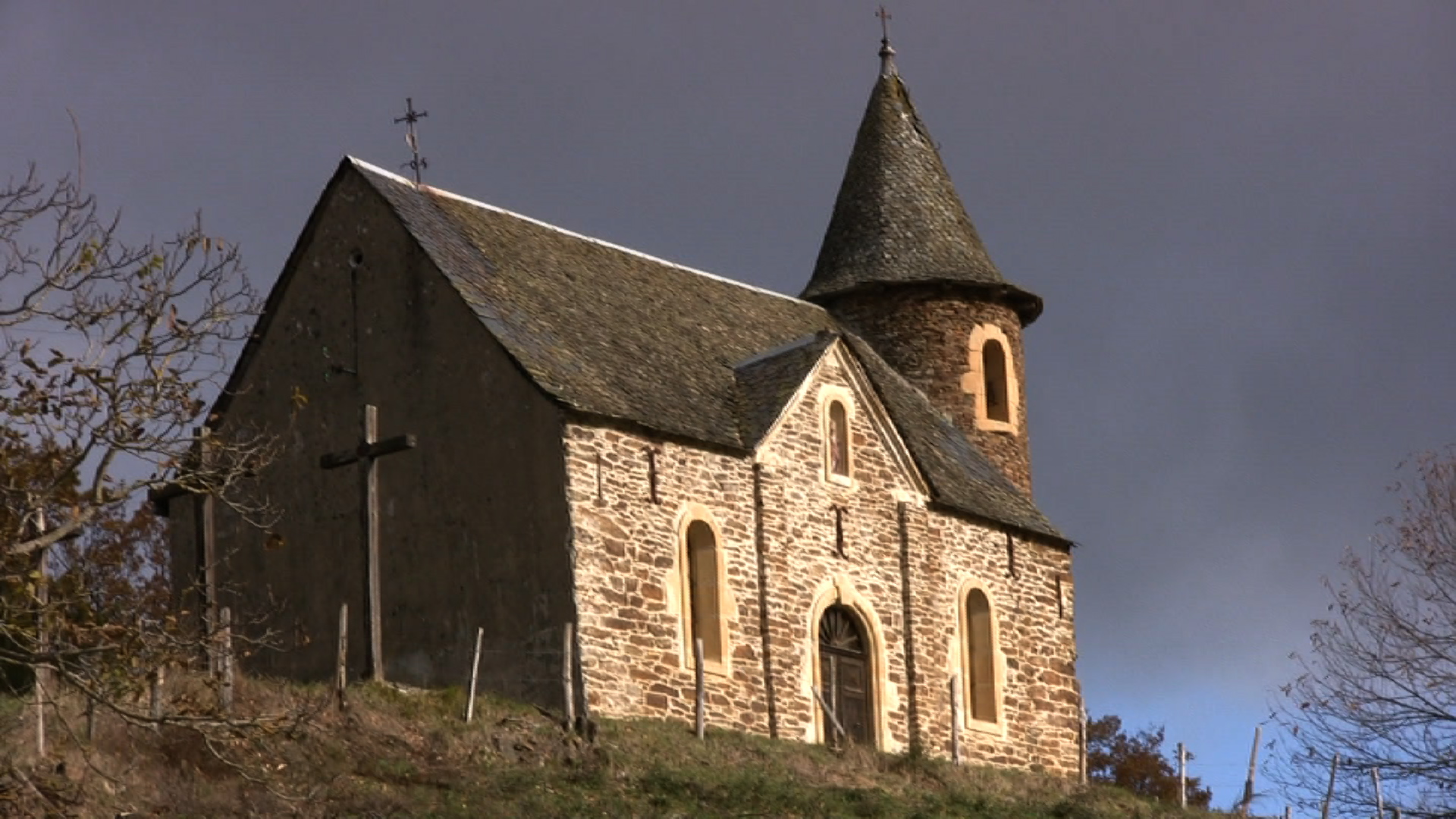
La chapelle du calvaire.

Sa façade se découpe sur la crête de la colline à quelques centaines de mètres du bourg de Pomayrols.
En 1788, Marie et Christine Massabuau la firent construire à leurs frais et sur un terrain leur appartenant. En ruine un siècle après, elle fut relevée en 1880 par les habitants du village, propriétaires de l’édifice. En 1988, lors de son bicentenaire, elle fut restaurée à l’initiative de l'amicale parisienne, l'Union Pomayrolaise.

#### Église Sainte-Madeleine de La Fage

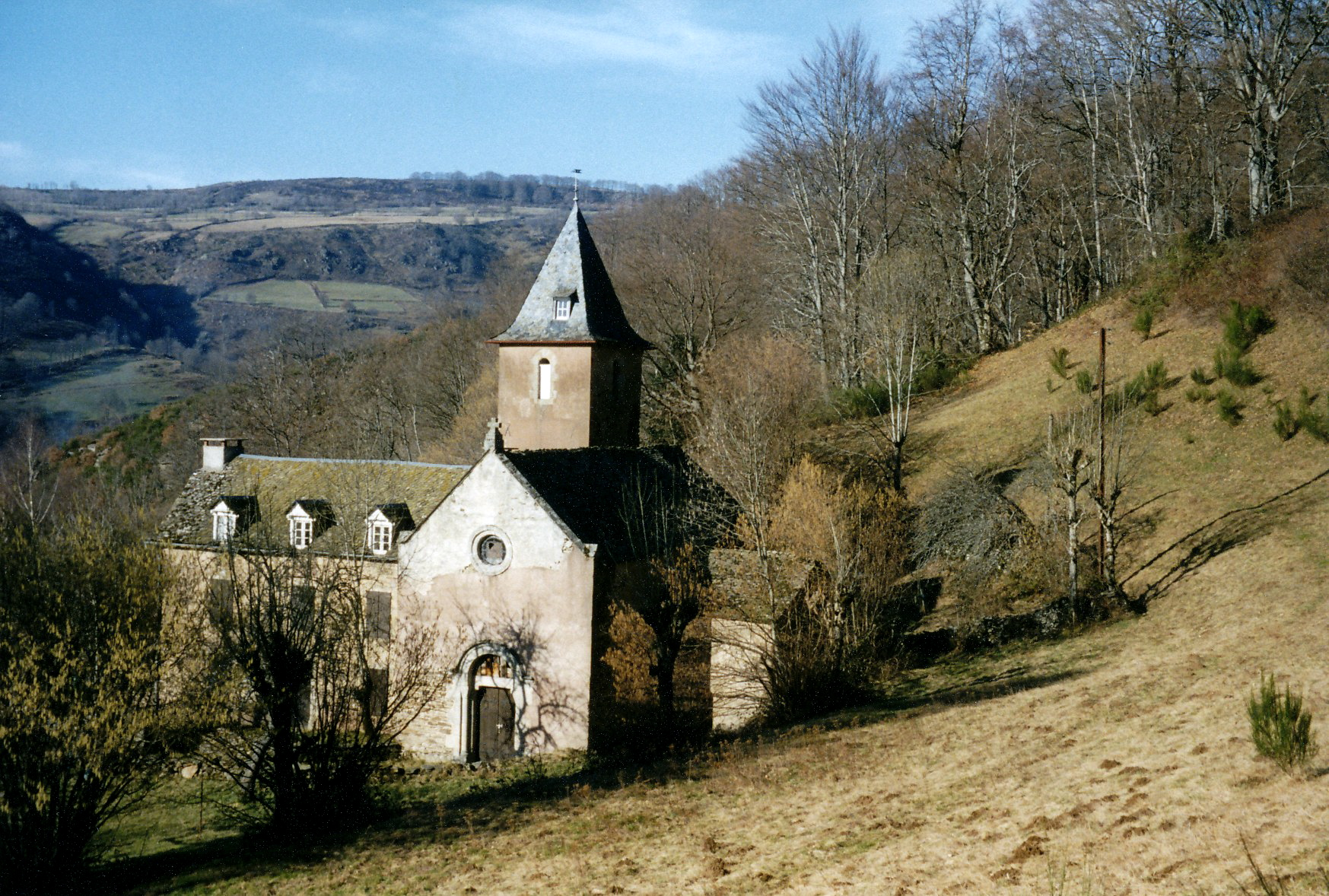
Église Sainte-Madeleine de la Fage.

Elle se situe aux abords du hameau de La Fage, abritée au creux d’un vallon. Cette église est dédiée à Marie-Madeleine et existait déjà au XIe siècle. En 1082, elle fut donnée par Pons d'Étienne (évêque de Rodez entre 1079 et 1095) à l'abbaye Saint-Victor de Marseille. En 1144, le pape Lucius II confirma cette donation. Vers 1550, les deux filles de Pierre Murat de Lestang seigneur de Pomayrols y fondèrent un monastère. En 1568, pendant les guerres de Religion, les bâtiments furent en partie détruits. En 1700, l'église fut érigée en paroisse. Les prêtres résidents s'y succéderont jusqu'au XXe siècle (1931).
Au cours du XIXe siècle, des travaux de restauration, pour préserver l’édifice des intempéries, furent entrepris par le Conseil de fabrique et les paroissiens. En 1879, une partie de l’église fut réparée ainsi que le presbytère. Puis en 1892, ce fut le crépissage des murs qui fut effectué. La chapelle romane latérale constitue les seuls vestiges qui nous restent de l'édifice précédent.

#### Église Saint-Rochde La-Boulesq

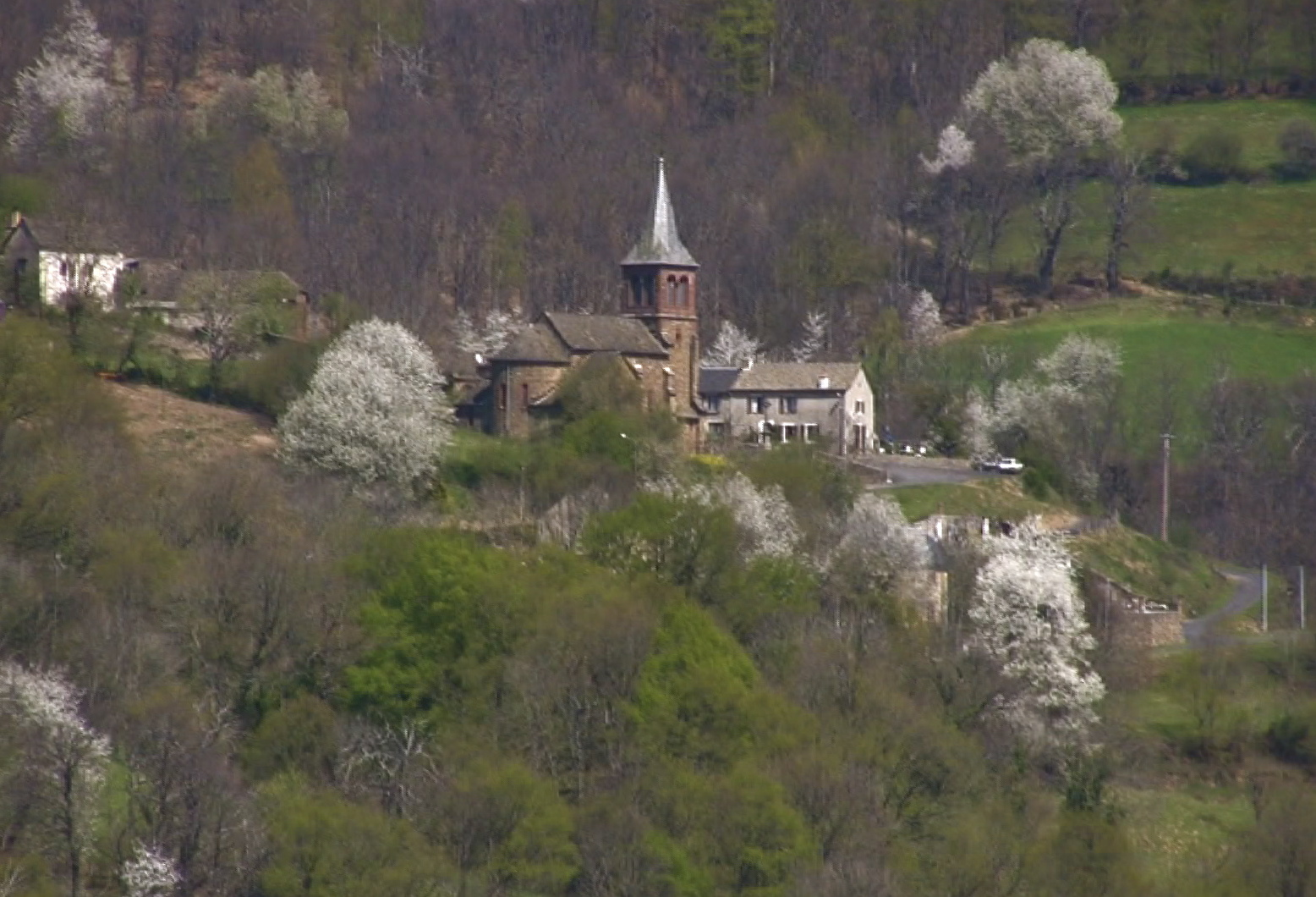
L'église Saint-Roch de La Boulesq.

Située sur le versant Sud de la vallée, au milieu du village de La Boulesq, l’église dont le clocher est bâti en grès rose de Saint-Laurent-d'Olt date de 1893.
Elle fut construite à partir de 1890 par les habitants du village. Les travaux furent dirigés par Xavier Fournier qui pour le clocher s'inspira de celui de  Naves d'Aubrac. Auparavant, en 1777 à la demande des habitants et avec la permission de l'évêque de Rodez de l’époque, Jérôme Champion de Cicé, une petite chapelle dédiée à Saint Roch avait  été construite elle était située à l'emplacement  du presbytère actuel. Cette chapelle fut érigée en paroisse le 6 avril 1787 par Charles Colbert, évêque de Rodez.

#### La croix à la roue de Falguières

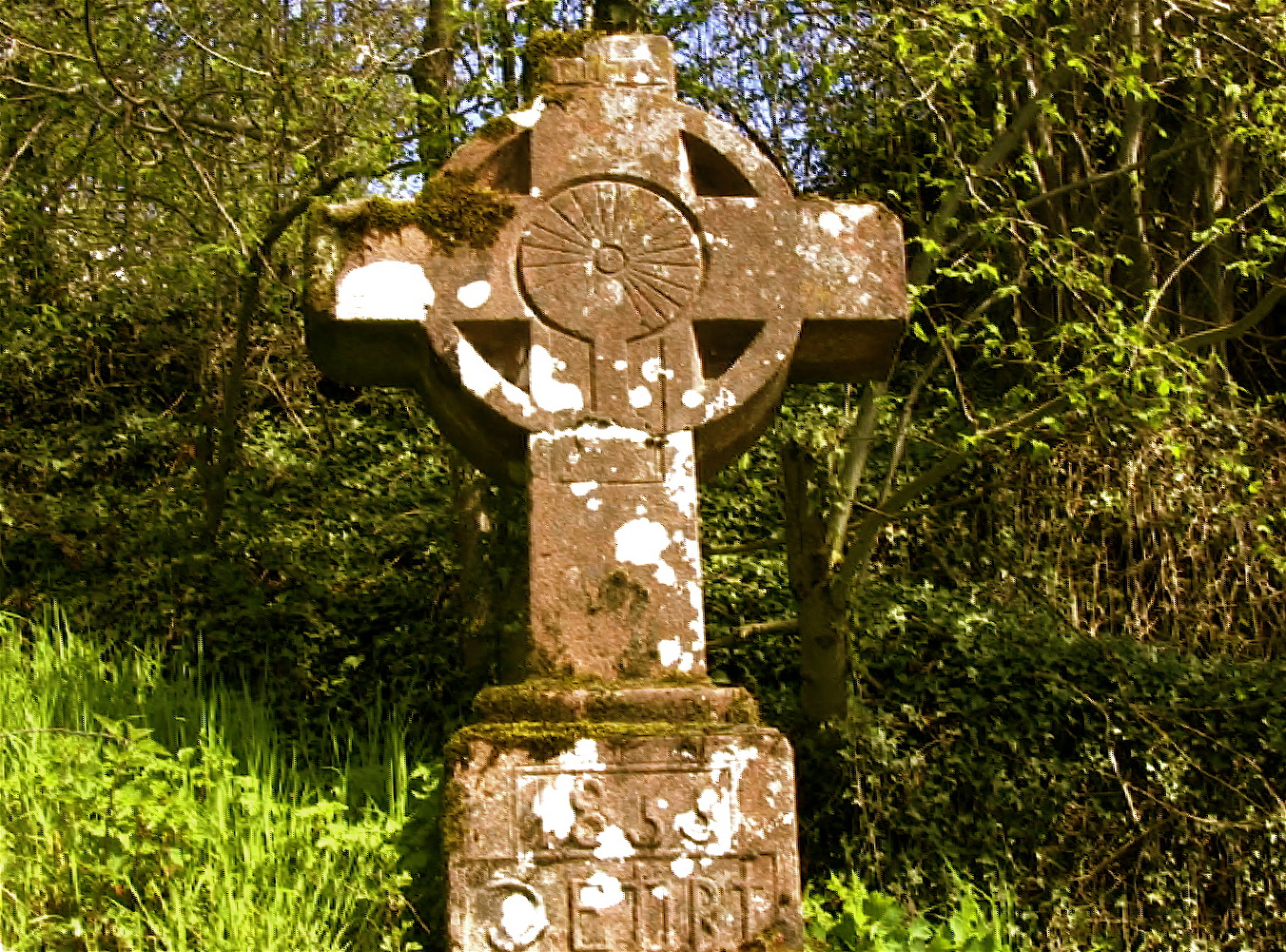
La croix de Falguières.

Située en haut du village, cette croix en grès rose surplombant la fontaine de la Ouine est finement travaillée. Elle porte la date de 1856 et les inscriptions : E. J.B. les initiales de Enfru Jean Baptiste qui était tailleur de pierre.

### Patrimoine civil

#### Le château

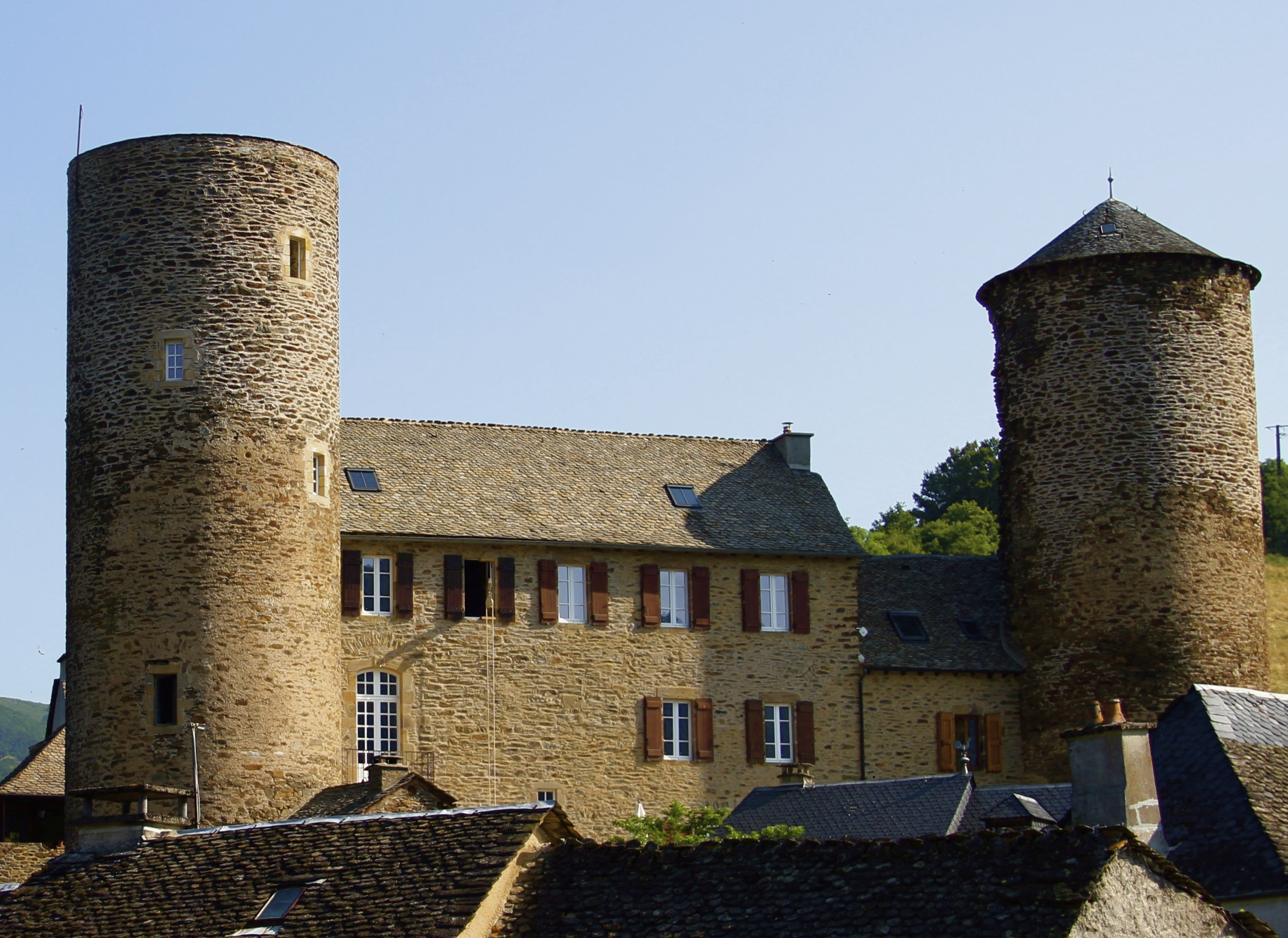
Le château façade sud.

En 1905, la commune achète la partie du château située à l'Est et la tour attenante. Elle y aménage, en 1911, une école publique au rez-de-chaussée, les logements des instituteurs au 1er étage et les bureaux de la mairie dans la tour. En 1986, cette partie est entièrement rénovée et reconvertie en salles de réception et en logements de location. Une pièce d'angle abrite un musée où est exposée une remarquable collection d'outils agricoles d'autrefois. De  2010 à 2013 fut entreprise une importante rénovation du bâtiment : initiative menée conjointement entre propriétaire privé et la commune, elle concernait le rejointoiement des  tours et  des murs extérieurs  ainsi que le remplacement  de l'ensemble des toitures par une couverture en lauze.
Aujourd'hui, malgré les cicatrices de l'histoire et les remaniements successifs, l'ensemble a toujours bonne allure. Bien qu'il ne soit pas encore protégé au titre des monuments historiques, le château avec ses deux hautes tours reste un témoin de l'Histoire du Haut-Rouergue, un monument toujours en place et bien conservé.

#### Le pont de Chipole

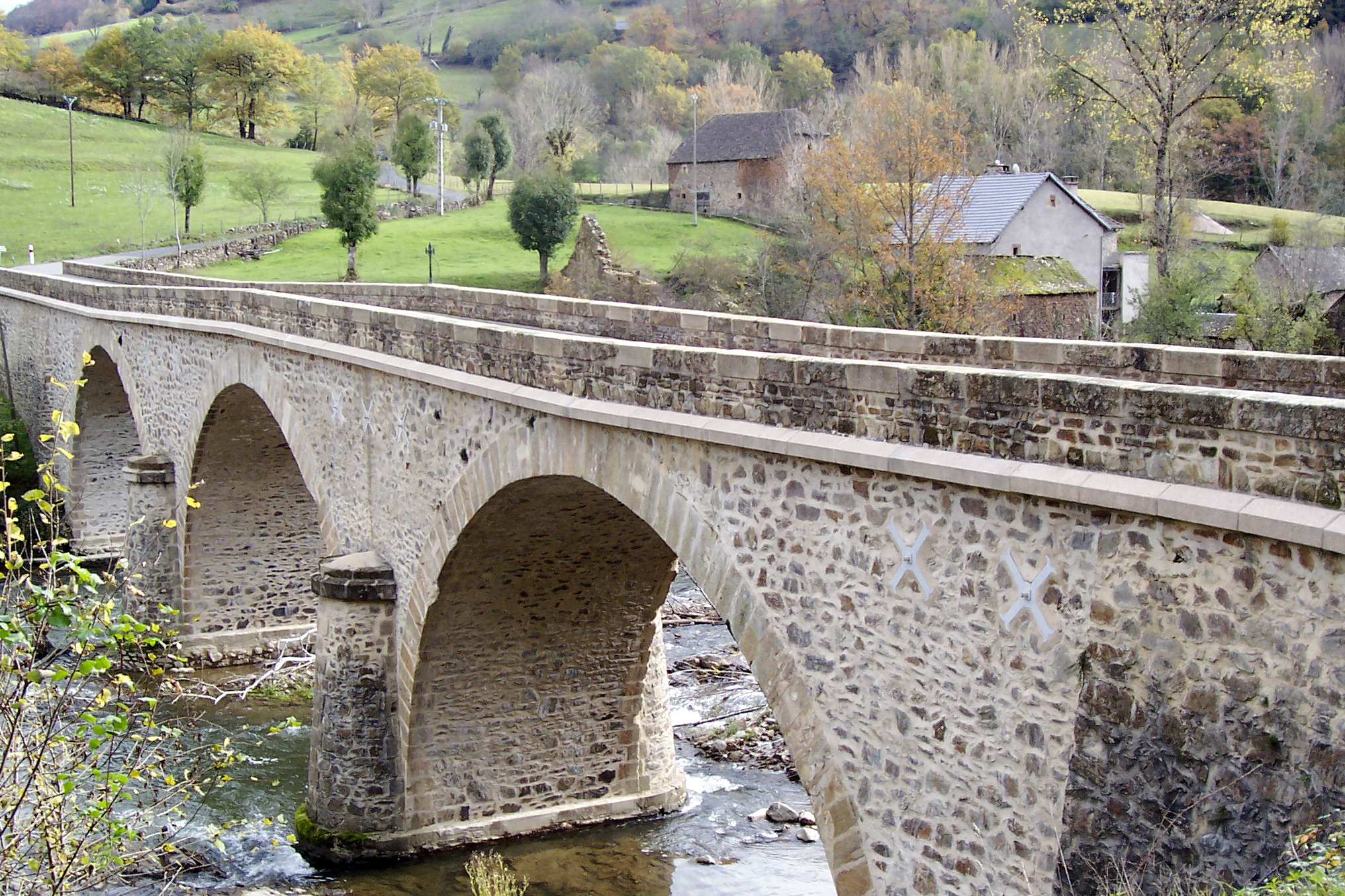
Le pont de Chipole.

C'est le troisième pont construit à cet endroit de la vallée. En 1329, le seigneur de Pomayrols de l'époque fit construire le premier, il se situait au hameau de Chipole et fut détruit par une des violentes crues que subit la vallée durant l'hiver 1705. En 1859, un second et éphémère pont fut à nouveau construit. Bâti dans la précipitation, inauguré le 16 octobre 1859, il ne supporta pas la première crue venue et s'écroula le 5 janvier 1860. Le pont actuel date de 1871, sa construction a été financée par l'État. En l'an 2000, il a été consolidé et entièrement rénové.

### Patrimoine culturel
- Musée d’outils agricoles anciens. Le musée Jean Badoc (fondateur du musée) est situé dans l'enceinte du Château, il détient une remarquable collection d'outils anciens.

### Personnalités liées à la commune
- Le chanoine Jean Pierre Bourgade (1809-1880)[42], aumônier général de la Marine.
- Charles-Numa Autigeon (1846-1921)[43], consul de France, maire de Pomayrols, Chevalier de la Légion d'Honneur.

### Héraldique
Le blason de Pomayrols date de 1958, il a été dessiné par Robert Louis sur un projet de Marc André Fabre et à la demande de Jean-Baptiste Vayssié, curé de Pomayrols.
Marc André Fabre aurait voulu faire figurer dans ce blason les armes des Cayrodes, premiers seigneurs de Pomayrols, mais ne les ayant pas trouvées, il proposa de réunir celles de Laromiguière (d'azur à trois fleurs de lys d'or sur trois rocs d'échiquier d'argent posés deux et un) et celles des Dupont de Ligonnès, derniers seigneurs de Pomayrols (de gueules au heaume d'or à trois étoiles d'argent posées deux et un) avec en pointe de sable la coquille d'or des pèlerins qui rappelle les armes de l'abbatiale Sainte-Foy de Conques puisque cette abbaye administrait le prieuré de Pomayrols du XIe au XIIIe siècle.
| Blason de la commune de Pomayrols | Parti : au 1er d'azur à trois fleurs de lys d'or, chacune soutenue d'un roc d'échiquier d'argent, au 2e de gueules à un heaume taré de trois-quarts aussi d'or et accompagné de trois étoiles aussi d'argent, enté en pointe de sable à une coquille aussi d'or. |